# Stade rennais FC en Coupe de France
Cette page présente le bilan saison par saison du Stade rennais FC en coupe de France. Le club breton a remporté l'épreuve en 1965, 1971 et 2019. Le club a atteint la finale à quatre autres reprises (contre le Red Star en 1922, Marseille en 1935, Guingamp en 2009 et 2014). Le club rennais est un fidèle de la compétition puisqu'il participait dès la 1re édition en 1917-1918 et n'a manqué depuis que trois des 106 éditions.

## Tableau récapitulatif

### Années 1910

#### Coupe de France 1917-1918
| N°                 | Tour                | Match                                 | Score                   |
| ------------------ | ------------------- | ------------------------------------- | ----------------------- |
| 1                  | Seizièmes de finale | Stade rennais UC - Cadets de Bretagne | 3 - 1                   |
| 2                  | Huitième de finale  | Stade rennais UC - AS Brest           | 7 - 3                   |
| 3                  | Quarts de finale    | FC Lyon - Stade rennais UC            | 2 - 1                   |
| Finale / Vainqueur | Finale / Vainqueur  | Olympique 3 - 0 FC Lyon               | Olympique 3 - 0 FC Lyon |

#### Coupe de France 1918-1919
| N°                 | Tour                      | Match                                   | Score                        |
| ------------------ | ------------------------- | --------------------------------------- | ---------------------------- |
| 4                  | Trente-deuxième de finale | Stade rennais UC - TA Rennes            | 6 - 0                        |
| 5                  | Seizièmes de finale       | CS Malouin St-Servan - Stade rennais UC | 3 - 4                        |
| 6                  | Huitième de finale        | Stade rennais UC - AS Brest             | 5 - 0                        |
| 7                  | Quarts de finale          | Stade rennais UC - FC Lyon              | 1 - 0                        |
| 8                  | Demi-finales              | Stade rennais UC - CASG Paris           | 3 - 4                        |
| Finale / Vainqueur | Finale / Vainqueur        | CASG Paris 3 - 2ap Olympique            | CASG Paris 3 - 2ap Olympique |

### Années 1920

#### Coupe de France 1919-1920
| N°                 | Tour                      | Match                                   | Score                      |
| ------------------ | ------------------------- | --------------------------------------- | -------------------------- |
| 9                  | Trente-deuxième de finale | Stade rennais UC - Dinan                | 9 - 0                      |
| 10                 | Seizièmes de finale       | CS Jean-Bouin Angers - Stade rennais UC | 0 - 8                      |
| 11                 | Huitième de finale        | Stade rennais UC - Red Star             | 1 - 3                      |
| Finale / Vainqueur | Finale / Vainqueur        | CA Paris 2 - 1 Le Havre AC              | CA Paris 2 - 1 Le Havre AC |

#### Coupe de France 1920-1921
| N°                 | Tour                        | Match                             | Score                             |
| ------------------ | --------------------------- | --------------------------------- | --------------------------------- |
| 12                 | Tour préliminaire (2e tour) | US Le Mans - Stade rennais UC     | 3 - 1                             |
| Finale / Vainqueur | Finale / Vainqueur          | Red Star 2 - 1 Olympique de Paris | Red Star 2 - 1 Olympique de Paris |

#### Coupe de France 1921-1922
| N° | Tour                        | Match                                | Score |
| -- | --------------------------- | ------------------------------------ | ----- |
| 13 | Tour préliminaire (2e tour) | Stade rennais UC - Stade Dinannais   | 8 - 0 |
| 14 | Tour préliminaire (3e tour) | Stade Nantais UC - Stade rennais UC  | 0 - 3 |
| 15 | Trente-deuxième de finale   | Stade rennais UC - Bordeaux AC       | 2 - 1 |
| 16 | Seizièmes de finale         | JA Saint-Ouen - Stade rennais UC     | 2 - 3 |
| 17 | Huitième de finale          | Stade rennais UC - Le Havre AC       | 3 - 0 |
| 18 | Quarts de finale            | Olympique lillois - Stade rennais UC | 1 - 1 |
| 19 | Quarts de finale            | Stade rennais UC - Olympique lillois | 2 - 1 |
| 20 | Demi-finales                | Olympique Paris - Stade rennais UC   | 0 - 3 |
| 21 | Finale / Vainqueur          | Stade rennais UC - Red Star          | 0 - 2 |

#### Coupe de France 1922-1923
| N°                 | Tour                      | Match                                | Score                        |
| ------------------ | ------------------------- | ------------------------------------ | ---------------------------- |
| 22                 | Trente-deuxième de finale | Stade brestois 29 - Stade rennais UC | 1 - 3                        |
| 23                 | Seizièmes de finale       | Stade rennais UC - Club Français     | 4 - 2                        |
| 24                 | Huitième de finale        | Le Havre AC - Stade rennais UC       | 2 - 4                        |
| 25                 | Quarts de finale          | Stade rennais UC - Cette             | 0 - 2                        |
| Finale / Vainqueur | Finale / Vainqueur        | Red Star Club 4 - 2 FC Cette         | Red Star Club 4 - 2 FC Cette |

#### Coupe de France 1923-1924
| N°                 | Tour                      | Match                                | Score                                |
| ------------------ | ------------------------- | ------------------------------------ | ------------------------------------ |
| 26                 | Trente-deuxième de finale | US Quevilly - Stade rennais UC       | 1 - 2                                |
| 27                 | Seizièmes de finale       | Stade rennais UC - SC Bastidienne    | 4 - 2                                |
| 28                 | Huitième de finale        | Stade rennais UC - RC Roubaix        | 2 - 1                                |
| 29                 | Quarts de finale          | Stade rennais UC - Cette             | 0 - 3                                |
| Finale / Vainqueur | Finale / Vainqueur        | Olympique de Marseille 3 - 2ap Cette | Olympique de Marseille 3 - 2ap Cette |

#### Coupe de France 1924-1925
| N°                 | Tour                      | Match                                                 | Score                                                 |
| ------------------ | ------------------------- | ----------------------------------------------------- | ----------------------------------------------------- |
| 30                 | Trente-deuxième de finale | Stade rennais UC - USA Clichy                         | 3 - 0                                                 |
| 31                 | Seizièmes de finale       | Stade rennais UC - Stade havrais                      | 1 - 2                                                 |
| Finale / Vainqueur | Finale / Vainqueur        | CASG Paris 1 - 1ap FC Rouen CASG Paris 3 - 2 FC Rouen | CASG Paris 1 - 1ap FC Rouen CASG Paris 3 - 2 FC Rouen |

#### Coupe de France 1925-1926
| N°                 | Tour                        | Match                                       | Score                                       |
| ------------------ | --------------------------- | ------------------------------------------- | ------------------------------------------- |
| 32                 | Tour préliminaire (3e tour) | Stade rennais UC - AS Cherbourg             | 3 - 1                                       |
| 33                 | Trente-deuxième de finale   | FC Rouen - Stade rennais UC                 | 2 - 2                                       |
| 34                 | Trente-deuxième de finale   | Stade rennais UC - FC Rouen                 | 4 - 2                                       |
| 35                 | Seizièmes de finale         | Stade rennais UC - CA Vitry                 | 0 - 3                                       |
| Finale / Vainqueur | Finale / Vainqueur          | Olympique de Marseille 4 - 1 AS Valentigney | Olympique de Marseille 4 - 1 AS Valentigney |

#### Coupe de France 1926-1927
| N°                 | Tour                        | Match                                    | Score                                    |
| ------------------ | --------------------------- | ---------------------------------------- | ---------------------------------------- |
| 36                 | Tour préliminaire (4e tour) | VGA Saint-Maur - Stade rennais UC        | 1 - 2                                    |
| 37                 | Trente-deuxième de finale   | Stade rennais UC - FC Rouen              | 0 - 1                                    |
| Finale / Vainqueur | Finale / Vainqueur          | Olympique de Marseille 3 - 0 US Quevilly | Olympique de Marseille 3 - 0 US Quevilly |

#### Coupe de France 1927-1928
| N°                 | Tour                        | Match                                  | Score                             |
| ------------------ | --------------------------- | -------------------------------------- | --------------------------------- |
| 38                 | Tour préliminaire (2e tour) | Étoile Dinardaise - Stade rennais UC   | 2 - 3                             |
| 39                 | Tour préliminaire (3e tour) | Stade rennais UC - Stade Vannetais     | 10 - 1                            |
| 40                 | Tour préliminaire (4e tour) | Stade rennais UC - CG Bouscat          | 3 - 2                             |
| 41                 | Trente-deuxième de finale   | Stade rennais UC - UA du XVIe de Paris | 4 - 2                             |
| 42                 | Seizièmes de finale         | AC Amiens - Stade rennais UC           | 7 - 3                             |
| Finale / Vainqueur | Finale / Vainqueur          | Red Star Olympique 3 - 1 CA Paris      | Red Star Olympique 3 - 1 CA Paris |

#### Coupe de France 1928-1929
| N°                 | Tour                        | Match                                   | Score                        |
| ------------------ | --------------------------- | --------------------------------------- | ---------------------------- |
| 43                 | Tour préliminaire (4e tour) | Stade rennais UC - Stade de l’Est Paris | 4 - 2                        |
| 44                 | Trente-deuxième de finale   | Véloce vannetais - Stade rennais UC     | 2 - 3                        |
| 45                 | Seizièmes de finale         | AS Cherbourg - Stade rennais UC         | 1 - 2                        |
| 46                 | Huitième de finale          | Stade rennais UC - US Belfort           | 3 - 1                        |
| 47                 | Quarts de finale            | Stade rennais UC - SO Montpellier       | 0 - 5                        |
| Finale / Vainqueur | Finale / Vainqueur          | SO Montpellier 2 - 0 FC Sète            | SO Montpellier 2 - 0 FC Sète |

### Années 1930
Coupe de France 1929-1930
| N°                                                     | Tour               | Match                   | Score                   |
| ------------------------------------------------------ | ------------------ | ----------------------- | ----------------------- |
| Le Stade rennais ne participe pas à la Coupe de France |                    |                         |                         |
| Finale / Vainqueur                                     | Finale / Vainqueur | FC Sète 3 - 1 RC France | FC Sète 3 - 1 RC France |

#### Coupe de France 1930-1931
| N°                                                     | Tour               | Match                              | Score                              |
| ------------------------------------------------------ | ------------------ | ---------------------------------- | ---------------------------------- |
| Le Stade rennais ne participe pas à la Coupe de France |                    |                                    |                                    |
| Finale / Vainqueur                                     | Finale / Vainqueur | Club français 3 - 0 SO Montpellier | Club français 3 - 0 SO Montpellier |

#### Coupe de France 1931-1932
| N°                                                     | Tour               | Match                      | Score                      |
| ------------------------------------------------------ | ------------------ | -------------------------- | -------------------------- |
| Le Stade rennais ne participe pas à la Coupe de France |                    |                            |                            |
| Finale / Vainqueur                                     | Finale / Vainqueur | AS Cannes 1 - 0 RC Roubaix | AS Cannes 1 - 0 RC Roubaix |

#### Coupe de France 1932-1933
| N°                 | Tour                        | Match                                  | Score                         |
| ------------------ | --------------------------- | -------------------------------------- | ----------------------------- |
| 48                 | Tour préliminaire (2e tour) | Stade brestois 29 - Stade rennais UC   | 3 - 6                         |
| 49                 | Tour préliminaire (3e tour) | Stade rennais UC - UA du XVIe de Paris | 3 - 2                         |
| 50                 | Tour préliminaire (4e tour) | FC Bordeaux - Stade rennais UC         | 3 - 4                         |
| 51                 | Trente-deuxième de finale   | Stade rennais UC - AS Cherbourg        | 2 - 1                         |
| 52                 | Seizièmes de finale         | Stade rennais UC - FC Mulhouse         | 4 - 3                         |
| 53                 | Huitième de finale          | Stade rennais UC - FC Antibes          | 3 - 6                         |
| Finale / Vainqueur | Finale / Vainqueur          | Excelsior AC 3 - 1 RC Roubaix          | Excelsior AC 3 - 1 RC Roubaix |

#### Coupe de France 1933-1934
| N°                 | Tour                      | Match                                     | Score                                |
| ------------------ | ------------------------- | ----------------------------------------- | ------------------------------------ |
| 54                 | Trente-deuxième de finale | Morlaix - Stade rennais UC                | 0 - 4                                |
| 55                 | Seizièmes de finale       | Stade rennais UC - FC Antibes             | 3 - 1                                |
| 56                 | Huitième de finale        | Stade rennais UC - AS Cannes              | 2 - 0                                |
| 57                 | Quarts de finale          | Stade rennais UC - Olympique de Marseille | 2 - 2                                |
| 58                 | Quarts de finale          | Stade rennais UC - Olympique de Marseille | 0 - 4                                |
| Finale / Vainqueur | Finale / Vainqueur        | FC Sète 2 - 1 Olympique de Marseille      | FC Sète 2 - 1 Olympique de Marseille |

#### Coupe de France 1934-1935
| N° | Tour                      | Match                                     | Score |
| -- | ------------------------- | ----------------------------------------- | ----- |
| 59 | Trente-deuxième de finale | Stade rennais UC - Juvisy                 | 8 - 1 |
| 60 | Seizièmes de finale       | Stade rennais UC - AS Brest               | 4 - 2 |
| 61 | Huitième de finale        | Stade rennais UC - Excelsior AC           | 4 - 2 |
| 62 | Quarts de finale          | Stade rennais UC - FC Rouen               | 1 - 0 |
| 63 | Demi-finales              | Stade rennais UC - SC Fives               | 3 - 0 |
| 64 | Finale / Vainqueur        | Olympique de Marseille - Stade rennais UC | 3 - 0 |

#### Coupe de France 1935-1936
| N°                 | Tour                      | Match                                  | Score                          |
| ------------------ | ------------------------- | -------------------------------------- | ------------------------------ |
| 65                 | Trente-deuxième de finale | Quimper Kerfeunteun - Stade rennais UC | 2 - 4                          |
| 66                 | Seizièmes de finale       | Stade rennais UC - FC Antibes          | 2 - 0                          |
| 67                 | Huitième de finale        | Stade rennais UC - Excelsior AC        | 0 - 2                          |
| Finale / Vainqueur | Finale / Vainqueur        | RC Paris 1 - 0 FCO Charleville         | RC Paris 1 - 0 FCO Charleville |

#### Coupe de France 1936-1937
| N°                 | Tour                      | Match                           | Score                          |
| ------------------ | ------------------------- | ------------------------------- | ------------------------------ |
| 68                 | Trente-deuxième de finale | Stade rennais UC - Saint-Servan | 7 - 2                          |
| 69                 | Seizièmes de finale       | Stade rennais UC - Calais RUFC  | 0 - 0                          |
| 70                 | Seizièmes de finale       | Stade rennais UC - Calais RUFC  | 1 - 0                          |
| 71                 | Huitième de finale        | Stade rennais UC - RC Paris     | 0 - 1                          |
| Finale / Vainqueur | Finale / Vainqueur        | FC Sochaux 2 - 1 RC Strasbourg  | FC Sochaux 2 - 1 RC Strasbourg |

#### Coupe de France 1937-1938
| N°                 | Tour                      | Match                                  | Score                                  |
| ------------------ | ------------------------- | -------------------------------------- | -------------------------------------- |
| 72                 | Trente-deuxième de finale | Stade rennais UC - Stade briochin      | 0 - 1                                  |
| Finale / Vainqueur | Finale / Vainqueur        | Olympique de Marseille 2 - 1ap FC Metz | Olympique de Marseille 2 - 1ap FC Metz |

#### Coupe de France 1938-1939
| N°                 | Tour                        | Match                                  | Score                            |
| ------------------ | --------------------------- | -------------------------------------- | -------------------------------- |
| 73                 | Tour préliminaire (4e tour) | Stade rennais UC - Angoulême CFC       | 6 - 1                            |
| 74                 | Tour préliminaire (5e tour) | Stade rennais UC - La Baule            | 8 - 1                            |
| 75                 | Trente-deuxième de finale   | Stade rennais UC - SM Caen             | 5 - 0                            |
| 76                 | Seizièmes de finale         | Stade rennais UC - Olympique Dunkerque | 4 - 1                            |
| 77                 | Huitième de finale          | Stade rennais UC - FC Nancy            | 0 - 1                            |
| Finale / Vainqueur | Finale / Vainqueur          | RC Paris 3 - 1 Olympique lillois       | RC Paris 3 - 1 Olympique lillois |

### Années 1940

#### Coupe de France 1939-1940
| N°                 | Tour                      | Match                                 | Score                                 |
| ------------------ | ------------------------- | ------------------------------------- | ------------------------------------- |
| 78                 | Trente-deuxième de finale | SO Cholet - Stade rennais UC          | 2 - 0                                 |
| Finale / Vainqueur | Finale / Vainqueur        | RC Paris 2 - 1 Olympique de Marseille | RC Paris 2 - 1 Olympique de Marseille |

#### Coupe de France 1940-1941
| N°                 | Tour                      | Match                                 | Score                                 |
| ------------------ | ------------------------- | ------------------------------------- | ------------------------------------- |
| 79                 | Trente-deuxième de finale | Stade brestois 29 - Stade rennais UC  | 3 - 0                                 |
| Finale / Vainqueur | Finale / Vainqueur        | Girondins ASP Bordeaux 2 - 0 SC Fives | Girondins ASP Bordeaux 2 - 0 SC Fives |

#### Coupe de France 1941-1942
| N°                 | Tour                        | Match                              | Score                            |
| ------------------ | --------------------------- | ---------------------------------- | -------------------------------- |
| 80                 | Tour préliminaire (4e tour) | Stade Lesnevien - Stade rennais UC | 1 - 3                            |
| 81                 | Trente-deuxième de finale   | ?                                  | ?                                |
| 82                 | Seizièmes de finale         | Stade rennais UC - US Servannaise  | 2 - 1                            |
| 83                 | Huitième de finale          | Stade rennais UC - US Le Mans      | 1 - 2                            |
| Finale / Vainqueur | Finale / Vainqueur          | Red Star Olympique 2 - 0 FC Sète   | Red Star Olympique 2 - 0 FC Sète |

#### Coupe de France 1942-1943
| N°                 | Tour                      | Match                                                                                   | Score                                                                                   |
| ------------------ | ------------------------- | --------------------------------------------------------------------------------------- | --------------------------------------------------------------------------------------- |
| 84                 | Trente-deuxième de finale | Stade rennais UC - AS Cheminots Rennais                                                 | 8 - 0                                                                                   |
| 85                 | Seizièmes de finale       | Morlaix - Stade rennais UC                                                              | 0 - 3                                                                                   |
| 86                 | Huitième de finale        | Bordeaux EC - Stade rennais UC                                                          | 3 - 1                                                                                   |
| Finale / Vainqueur | Finale / Vainqueur        | Olympique de Marseille 2 - 2ap Girondins ASP Olympique de Marseille 4 - 0 Girondins ASP | Olympique de Marseille 2 - 2ap Girondins ASP Olympique de Marseille 4 - 0 Girondins ASP |

#### Coupe de France 1943-1944
| N°                 | Tour                        | Match                                          | Score                                          |
| ------------------ | --------------------------- | ---------------------------------------------- | ---------------------------------------------- |
| 87                 | Tour préliminaire (2e tour) | Stade rennais UC - AS Servannaise              | 6 - 1                                          |
| 88                 | Tour préliminaire (3e tour) | Stade Dinannais - Stade rennais UC             | 1 - 2                                          |
| 89                 | Tour préliminaire (4e tour) | Stade rennais UC - AS Brest                    | 5 - 0                                          |
| 90                 | Tour préliminaire (5e tour) | AGL Drapeau Fougères - Stade rennais UC        | 1 - 3                                          |
| 91                 | Trente-deuxième de finale   | Stade rennais UC - Stade Lesnevien             | 5 - 0                                          |
| 92                 | Seizièmes de finale         | Stade rennais UC - ÉF Nancy-Lorraine           | 0 - 7                                          |
| Finale / Vainqueur | Finale / Vainqueur          | É.F. Nancy-Lorraine 4 - 0 É.F. Reims-Champagne | É.F. Nancy-Lorraine 4 - 0 É.F. Reims-Champagne |

#### Coupe de France 1944-1945
| N°                 | Tour                      | Match                         | Score                    |
| ------------------ | ------------------------- | ----------------------------- | ------------------------ |
| 93                 | Trente-deuxième de finale | Angers SCO - Stade rennais UC | 3 - 4                    |
| 94                 | Seizièmes de finale       | Stade rennais UC - US Le Mans | 1 - 0                    |
| 95                 | Huitième de finale        | Lille OSC - Stade rennais UC  | 0 - 0                    |
| 96                 | Huitième de finale        | Stade rennais UC - Lille OSC  | 0 - 1                    |
| Finale / Vainqueur | Finale / Vainqueur        | RC Paris 3 - 0 Lille OSC      | RC Paris 3 - 0 Lille OSC |

#### Coupe de France 1945-1946
| N°                 | Tour                      | Match                              | Score                              |
| ------------------ | ------------------------- | ---------------------------------- | ---------------------------------- |
| 97                 | Trente-deuxième de finale | Stade rennais UC - Pathé Paris     | 3 - 1                              |
| 98                 | Seizièmes de finale       | Stade rennais UC - US du Vésinet   | 1 - 2                              |
| Finale / Vainqueur | Finale / Vainqueur        | Lille OSC 4 - 2 Red Star Olympique | Lille OSC 4 - 2 Red Star Olympique |

#### Coupe de France 1946-1947
| N°                 | Tour                        | Match                                   | Score                         |
| ------------------ | --------------------------- | --------------------------------------- | ----------------------------- |
| 99                 | Tour préliminaire (5e tour) | Stade rennais UC - FC Lorient           | 3 - 1                         |
| 100                | Trente-deuxième de finale   | Stade rennais UC - CO Roubaix-Tourcoing | 0 - 1                         |
| Finale / Vainqueur | Finale / Vainqueur          | Lille OSC 2 - 0 RC Strasbourg           | Lille OSC 2 - 0 RC Strasbourg |

#### Coupe de France 1947-1948
| N°                 | Tour                        | Match                                   | Score                   |
| ------------------ | --------------------------- | --------------------------------------- | ----------------------- |
| 101                | Tour préliminaire (4e tour) | Stade rennais UC - Stade léonard        | 7 - 1                   |
| 102                | Tour préliminaire (5e tour) | Stade rennais UC - Lamballe FC          | 3 - 1                   |
| 103                | Trente-deuxième de finale   | Stade rennais UC - CO Roubaix-Tourcoing | 1 - 1                   |
| 104                | Trente-deuxième de finale   | Stade rennais UC - CO Roubaix-Tourcoing | 2 - 2                   |
| 105                | Trente-deuxième de finale   | Stade rennais UC - CO Roubaix-Tourcoing | 3 - 0                   |
| 106                | Seizièmes de finale         | Stade rennais UC - Nîmes Olympique      | 4 - 2                   |
| 107                | Huitième de finale          | Stade rennais UC - RC Lens              | 2 - 3                   |
| Finale / Vainqueur | Finale / Vainqueur          | Lille OSC 3 - 2 RC Lens                 | Lille OSC 3 - 2 RC Lens |

#### Coupe de France 1948-1949
| N°                 | Tour                      | Match                              | Score                    |
| ------------------ | ------------------------- | ---------------------------------- | ------------------------ |
| 108                | Trente-deuxième de finale | Stade rennais UC - Montpellier HSC | 2 - 0                    |
| 109                | Seizièmes de finale       | Stade rennais UC - CA Vitry        | 3 - 1                    |
| 110                | Huitième de finale        | Stade rennais UC - FC Metz         | 2 - 4                    |
| Finale / Vainqueur | Finale / Vainqueur        | RC Paris 5 - 2 Lille OSC           | RC Paris 5 - 2 Lille OSC |

### Années 1950

#### Coupe de France 1949-1950
| N°                 | Tour                      | Match                                      | Score                         |
| ------------------ | ------------------------- | ------------------------------------------ | ----------------------------- |
| 111                | Trente-deuxième de finale | Stade rennais UC - SO Pont-de-Chéruy       | 9 - 1                         |
| 112                | Seizièmes de finale       | Stade rennais UC - FC Nantes               | 3 - 1                         |
| 113                | Huitième de finale        | Stade rennais UC - AS Troyes Sainte-Savine | 1 - 2                         |
| Finale / Vainqueur | Finale / Vainqueur        | Stade de Reims 2 - 0 RC Paris              | Stade de Reims 2 - 0 RC Paris |

#### Coupe de France 1950-1951
| N°                 | Tour                      | Match                                     | Score                                     |
| ------------------ | ------------------------- | ----------------------------------------- | ----------------------------------------- |
| 114                | Trente-deuxième de finale | Stade rennais UC - CA Montreuil           | 1 - 0                                     |
| 115                | Seizièmes de finale       | Stade rennais UC - OGC Nice               | 1 - 6                                     |
| Finale / Vainqueur | Finale / Vainqueur        | RC Strasbourg 3 - 0 US Valenciennes-Anzin | RC Strasbourg 3 - 0 US Valenciennes-Anzin |

#### Coupe de France 1951-1952
| N°                 | Tour                      | Match                                    | Score                                |
| ------------------ | ------------------------- | ---------------------------------------- | ------------------------------------ |
| 116                | Trente-deuxième de finale | Stade rennais UC - FC Sète               | 2 - 1                                |
| 117                | Seizièmes de finale       | Stade rennais UC - Angers SCO            | 4 - 1                                |
| 118                | Huitième de finale        | Stade rennais UC - RC Strasbourg         | 2 - 1                                |
| 119                | Quarts de finale          | Stade rennais UC - Girondins de Bordeaux | 2 - 2                                |
| 120                | Quarts de finale          | Stade rennais UC - Girondins de Bordeaux | 2 - 4                                |
| Finale / Vainqueur | Finale / Vainqueur        | OGC Nice 5 - 3 Girondins de Bordeaux     | OGC Nice 5 - 3 Girondins de Bordeaux |

#### Coupe de France 1952-1953
| N°                 | Tour                      | Match                            | Score                    |
| ------------------ | ------------------------- | -------------------------------- | ------------------------ |
| 121                | Trente-deuxième de finale | Stade rennais UC - SC Draguignan | 0 - 1                    |
| Finale / Vainqueur | Finale / Vainqueur        | Lille OSC 2 - 1 FC Nancy         | Lille OSC 2 - 1 FC Nancy |

#### Coupe de France 1953-1954
| N°                 | Tour                        | Match                                  | Score                                 |
| ------------------ | --------------------------- | -------------------------------------- | ------------------------------------- |
| 122                | Tour préliminaire (6e tour) | Stade rennais UC - AS Brest            | 6 - 0                                 |
| 123                | Trente-deuxième de finale   | Stade rennais UC - Quimper Kerfeunteun | 6 - 2                                 |
| 124                | Seizièmes de finale         | Stade rennais UC - Racing Besançon     | 1 - 2                                 |
| Finale / Vainqueur | Finale / Vainqueur          | OGC Nice 2 - 1 Olympique de Marseille  | OGC Nice 2 - 1 Olympique de Marseille |

#### Coupe de France 1954-1955
| N°                 | Tour                        | Match                                 | Score                                 |
| ------------------ | --------------------------- | ------------------------------------- | ------------------------------------- |
| 125                | Tour préliminaire (6e tour) | Stade rennais UC - Mostaganem         | 3 - 0                                 |
| 126                | Trente-deuxième de finale   | Stade rennais UC - US Saint-Malo      | 4 - 1                                 |
| 127                | Seizièmes de finale         | Stade rennais UC - Le Havre AC        | 0 - 2                                 |
| Finale / Vainqueur | Finale / Vainqueur          | Lille OSC 5 - 2 Girondins de Bordeaux | Lille OSC 5 - 2 Girondins de Bordeaux |

#### Coupe de France 1955-1956
| N°                 | Tour                        | Match                                     | Score                                     |
| ------------------ | --------------------------- | ----------------------------------------- | ----------------------------------------- |
| 128                | Tour préliminaire (6e tour) | Stade rennais UC - Stade briochin         | 4 - 1                                     |
| 129                | Trente-deuxième de finale   | Stade rennais UC - Vincennes              | 5 - 0                                     |
| 130                | Seizièmes de finale         | Stade rennais UC - FC Grenoble            | 1 - 1                                     |
| 131                | Seizièmes de finale         | Stade rennais UC - FC Grenoble            | 0 - 0                                     |
| 132                | Seizièmes de finale         | Stade rennais UC - FC Grenoble            | 0 - 2                                     |
| Finale / Vainqueur | Finale / Vainqueur          | UA Sedan-Torcy 3 - 1 AS Troyes-Savinienne | UA Sedan-Torcy 3 - 1 AS Troyes-Savinienne |

#### Coupe de France 1956-1957
| N°                 | Tour                      | Match                                   | Score                        |
| ------------------ | ------------------------- | --------------------------------------- | ---------------------------- |
| 133                | Trente-deuxième de finale | Stade rennais UC - CO Roubaix-Tourcoing | 3 - 2                        |
| 134                | Seizièmes de finale       | Stade rennais UC - FC Nancy             | 1 - 2                        |
| Finale / Vainqueur | Finale / Vainqueur        | Toulouse FC 6 - 3 Angers SCO            | Toulouse FC 6 - 3 Angers SCO |

#### Coupe de France 1957-1958
| N°                 | Tour                        | Match                                     | Score                                     |
| ------------------ | --------------------------- | ----------------------------------------- | ----------------------------------------- |
| 135                | Tour préliminaire (6e tour) | Stade rennais UC - RU Alger               | 8 - 0                                     |
| 136                | Trente-deuxième de finale   | GS Alger - Stade rennais UC               | 1 - 1                                     |
| 137                | Trente-deuxième de finale   | GS Alger - Stade rennais UC               | 0 - 1                                     |
| 138                | Seizièmes de finale         | Stade rennais UC - Racing Besançon        | 0 - 0                                     |
| 139                | Seizièmes de finale         | Stade rennais UC - Racing Besançon        | 1 - 1                                     |
| 140                | Seizièmes de finale         | Stade rennais UC - Racing Besançon        | 0 - 2                                     |
| Finale / Vainqueur | Finale / Vainqueur          | UA Sedan-Torcy 3 - 1 AS Troyes-Savinienne | UA Sedan-Torcy 3 - 1 AS Troyes-Savinienne |

#### Coupe de France 1958-1959
| N°                 | Tour                      | Match                                                                             | Score                                                                             |
| ------------------ | ------------------------- | --------------------------------------------------------------------------------- | --------------------------------------------------------------------------------- |
| 141                | Trente-deuxième de finale | Stade rennais UC - SC Bel Abbès                                                   | 1 - 0                                                                             |
| 142                | Seizièmes de finale       | Stade rennais UC - Stade briochin                                                 | 2 - 0                                                                             |
| 143                | Huitième de finale        | Stade rennais UC - AS Troyes Sainte-Savine                                        | 2 - 0                                                                             |
| 144                | Quarts de finale          | Stade rennais UC - Olympique lyonnais                                             | 3 - 2                                                                             |
| 145                | Demi-finales              | Stade rennais UC - FC Sochaux-Montbéliard                                         | 1 - 2                                                                             |
| Finale / Vainqueur | Finale / Vainqueur        | Le Havre AC 2 - 2 FC Sochaux-Montbéliard Le Havre AC 3 - 0 FC Sochaux-Montbéliard | Le Havre AC 2 - 2 FC Sochaux-Montbéliard Le Havre AC 3 - 0 FC Sochaux-Montbéliard |

### Années 1960

#### Coupe de France 1959-1960
| N°                 | Tour                      | Match                                 | Score                                 |
| ------------------ | ------------------------- | ------------------------------------- | ------------------------------------- |
| 146                | Trente-deuxième de finale | Stade rennais UC - CA Montreuil       | 4 - 0                                 |
| 147                | Seizièmes de finale       | Stade rennais UC - AS Hautmont        | 2 - 1                                 |
| 148                | Huitième de finale        | Stade rennais UC - AS Saint-Étienne   | 1 - 2                                 |
| Finale / Vainqueur | Finale / Vainqueur        | AS Monaco FC 4 - 2ap AS Saint-Étienne | AS Monaco FC 4 - 2ap AS Saint-Étienne |

#### Coupe de France 1960-1961
| N°                 | Tour                      | Match                                | Score                                |
| ------------------ | ------------------------- | ------------------------------------ | ------------------------------------ |
| 149                | Trente-deuxième de finale | Stade rennais UC - US Montargis      | 0 - 1                                |
| Finale / Vainqueur | Finale / Vainqueur        | UA Sedan-Torcy 3 - 1 Nîmes Olympique | UA Sedan-Torcy 3 - 1 Nîmes Olympique |

#### Coupe de France 1961-1962
| N°                 | Tour                      | Match                           | Score                           |
| ------------------ | ------------------------- | ------------------------------- | ------------------------------- |
| 150                | Trente-deuxième de finale | RC Paris - Stade rennais UC     | 3 - 1                           |
| Finale / Vainqueur | Finale / Vainqueur        | AS Saint-Étienne 1 - 0 FC Nancy | AS Saint-Étienne 1 - 0 FC Nancy |

#### Coupe de France 1962-1963
| N°                 | Tour                      | Match                                                                   | Score                                                                   |
| ------------------ | ------------------------- | ----------------------------------------------------------------------- | ----------------------------------------------------------------------- |
| 151                | Trente-deuxième de finale | Stade français - Stade rennais UC                                       | 0 - 0                                                                   |
| 152                | Trente-deuxième de finale | Stade français - Stade rennais UC                                       | 3 - 1                                                                   |
| Finale / Vainqueur | Finale / Vainqueur        | AS Monaco 0 - 0ap Olympique lyonnais AS Monaco 2 - 0 Olympique lyonnais | AS Monaco 0 - 0ap Olympique lyonnais AS Monaco 2 - 0 Olympique lyonnais |

#### Coupe de France 1963-1964
| N°                 | Tour                      | Match                                          | Score                                          |
| ------------------ | ------------------------- | ---------------------------------------------- | ---------------------------------------------- |
| 153                | Trente-deuxième de finale | Stade rennais UC - Red Star                    | 2 - 4                                          |
| Finale / Vainqueur | Finale / Vainqueur        | Olympique lyonnais 2 - 0 Girondins de Bordeaux | Olympique lyonnais 2 - 0 Girondins de Bordeaux |

#### Coupe de France 1964-1965

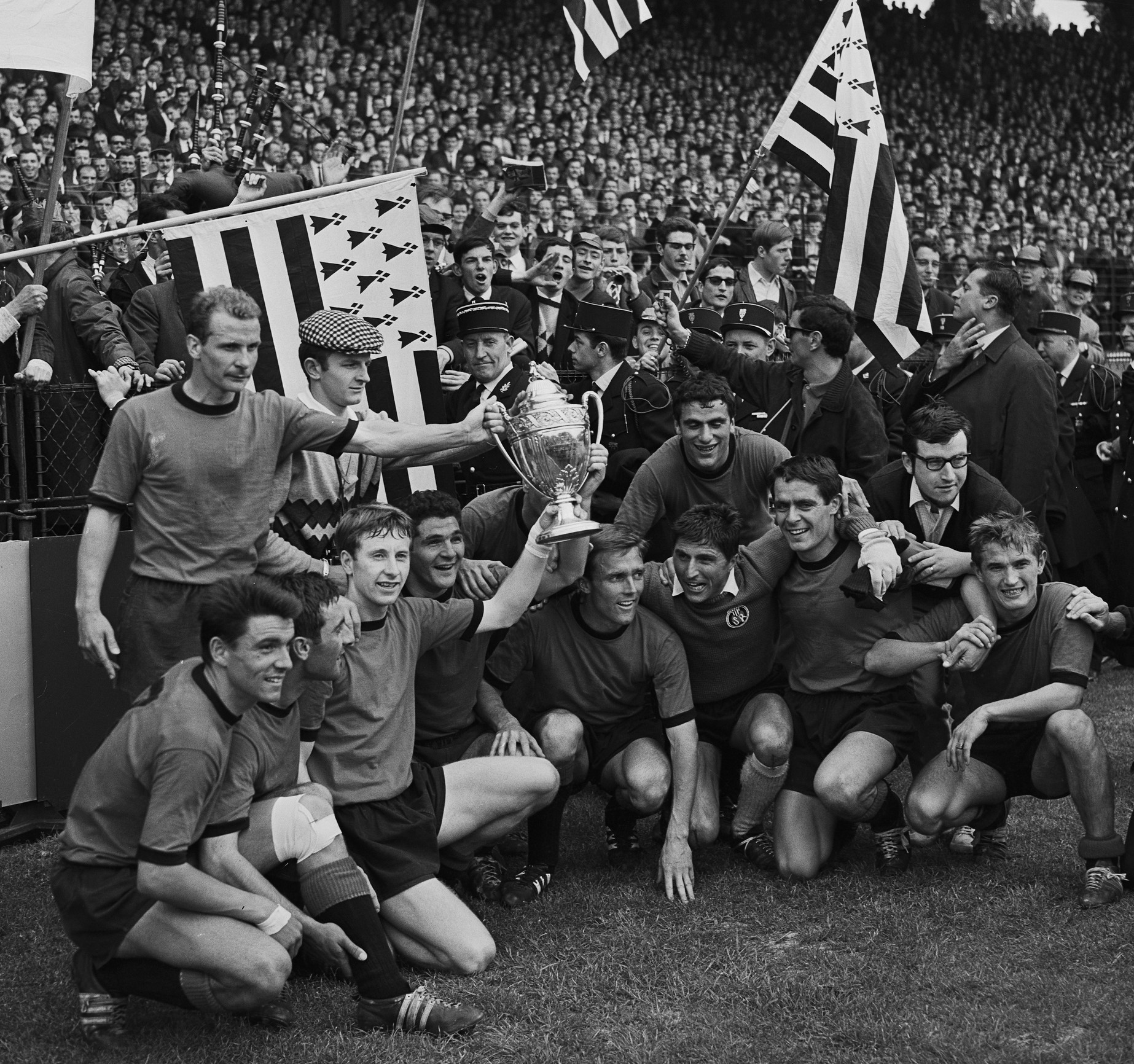
Les joueurs rennais fêtant leur 1e Coupe de France.

| N°  | Tour                      | Match                                   | Score  |
| --- | ------------------------- | --------------------------------------- | ------ |
| 154 | Trente-deuxième de finale | Stade rennais UC - Red Star             | 2 - 1  |
| 155 | Seizièmes de finale       | Stade rennais UC - RC Lens              | 4 - 3  |
| 156 | Huitième de finale        | Stade rennais UC - Olympique St-Quentin | 10 - 0 |
| 157 | Quarts de finale          | Stade rennais UC - OGC Nice             | 5 - 2  |
| 158 | Demi-finales              | Stade rennais UC - AS Saint-Étienne     | 3 - 0  |
| 159 | Finale / Vainqueur        | Stade rennais UC - UA Sedan-Torcy       | 2 - 2  |
| 160 | Finale / Vainqueur        | Stade rennais UC - UA Sedan-Torcy       | 3 - 1  |

#### Coupe de France 1965-1966
| N°                 | Tour                      | Match                                  | Score                         |
| ------------------ | ------------------------- | -------------------------------------- | ----------------------------- |
| 161                | Trente-deuxième de finale | Stade rennais UC - Calais RUFC         | 5 - 1                         |
| 162                | Seizièmes de finale       | Stade rennais UC - Chamois niortais FC | 5 - 0                         |
| 163                | Huitième de finale        | Stade rennais UC - Stade de Reims      | 1 - 1                         |
| 164                | Huitième de finale        | Stade rennais UC - Stade de Reims      | 1 - 1                         |
| 165                | Huitième de finale        | Stade rennais UC - Stade de Reims      | 2 - 3                         |
| Finale / Vainqueur | Finale / Vainqueur        | RC Strasbourg 1 - 0 FC Nantes          | RC Strasbourg 1 - 0 FC Nantes |

#### Coupe de France 1966-1967
| N°                 | Tour                      | Match                                           | Score                                           |
| ------------------ | ------------------------- | ----------------------------------------------- | ----------------------------------------------- |
| 166                | Trente-deuxième de finale | Stade rennais UC - Stade lavallois              | 1 - 0                                           |
| 167                | Seizièmes de finale       | Stade rennais UC - AC Avignon                   | 3 - 1                                           |
| 168                | Huitième de finale        | Stade français - Stade rennais UC               | 0 - 2                                           |
| 169                | Quarts de finale          | Stade rennais UC - AS Monaco                    | 2 - 1                                           |
| 170                | Demi-finales              | Stade rennais UC - FC Sochaux-Montbéliard       | 0 - 0                                           |
| 171                | Demi-finales              | Stade rennais UC - FC Sochaux-Montbéliard       | 3 - 4                                           |
| Finale / Vainqueur | Finale / Vainqueur        | Olympique lyonnais 3 - 1 FC Sochaux-Montbéliard | Olympique lyonnais 3 - 1 FC Sochaux-Montbéliard |

#### Coupe de France 1967-1968
| N°                 | Tour                      | Match                                        | Score                                        |
| ------------------ | ------------------------- | -------------------------------------------- | -------------------------------------------- |
| 172                | Trente-deuxième de finale | Stade rennais UC - AC Ajaccio                | 2 - 3                                        |
| Finale / Vainqueur | Finale / Vainqueur        | AS Saint-Étienne 2 - 1 Girondins de Bordeaux | AS Saint-Étienne 2 - 1 Girondins de Bordeaux |

#### Coupe de France 1968-1969
| N°                 | Tour                      | Match                                              | Score                                              |
| ------------------ | ------------------------- | -------------------------------------------------- | -------------------------------------------------- |
| 173                | Trente-deuxième de finale | Stade rennais UC - Luchon                          | 11 - 1                                             |
| 174                | Seizièmes de finale       | Stade rennais UC - Olympique de Marseille          | 2 - 3                                              |
| Finale / Vainqueur | Finale / Vainqueur        | Girondins de Bordeaux 0 - 2 Olympique de Marseille | Girondins de Bordeaux 0 - 2 Olympique de Marseille |

### Années 1970

#### Coupe de France 1969-1970
| N°                 | Tour                        | Match                                     | Score                            | Cumul                            |
| ------------------ | --------------------------- | ----------------------------------------- | -------------------------------- | -------------------------------- |
| 175                | Trente-deuxième de finale   | Stade rennais UC - Stade brestois 29      | 5 - 1                            | -                                |
| 176                | Seizièmes de finale         | Stade rennais UC - FC Sochaux-Montbéliard | 3 - 2                            | -                                |
| 177                | Huitième de finale (aller)  | Stade rennais UC - Olympique lyonnais     | 3 - 2                            | 4 - 3                            |
| 178                | Huitième de finale (retour) | Olympique lyonnais - Stade rennais UC     | 1 - 1                            | 4 - 3                            |
| 179                | Quarts de finale (aller)    | Limoges FC - Stade rennais UC             | 1 - 3                            | 7 - 1                            |
| 180                | Quarts de finale (retour)   | Stade rennais UC - Limoges FC             | 4 - 0                            | 7 - 1                            |
| 181                | Demi-finales (aller)        | Stade rennais UC - AS Saint-Étienne       | 0 - 1                            | 1 - 2                            |
| 182                | Demi-finales (retour)       | AS Saint-Étienne - Stade rennais UC       | 1 - 1                            | 1 - 2                            |
| Finale / Vainqueur | Finale / Vainqueur          | AS Saint-Étienne 5 - 0 FC Nantes          | AS Saint-Étienne 5 - 0 FC Nantes | AS Saint-Étienne 5 - 0 FC Nantes |

#### Coupe de France 1970-1971

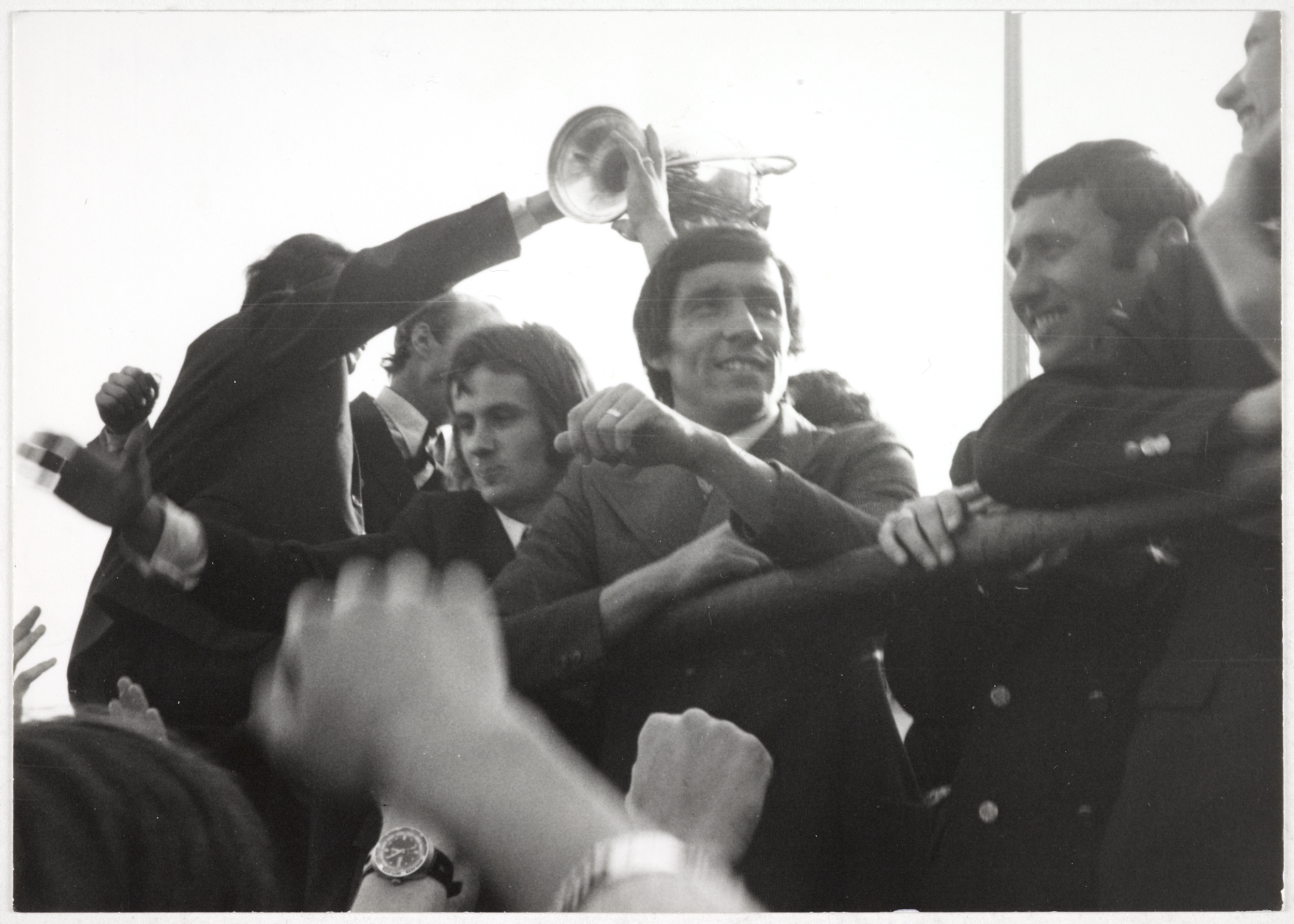
Les joueurs rennais fêtant leur 2e Coupe de France.

| N°  | Tour                        | Match                                     | Score | Cumul           |
| --- | --------------------------- | ----------------------------------------- | ----- | --------------- |
| 183 | Trente-deuxième de finale   | Stade rennais UC - US Quevilly            | 4 - 1 | -               |
| 184 | Seizièmes de finale         | Stade rennais UC - RC Fontainebleau       | 2 - 0 | -               |
| 185 | Huitième de finale (aller)  | Stade rennais UC - FC Mantes              | 1 - 0 | 2 - 1           |
| 186 | Huitième de finale (retour) | FC Mantes - Stade rennais UC              | 1 - 1 | 2 - 1           |
| 187 | Quarts de finale (aller)    | AS Monaco - Stade rennais UC              | 0 - 2 | 6 - 0           |
| 188 | Quarts de finale (retour)   | Stade rennais UC - AS Monaco              | 4 - 0 | 6 - 0           |
| 189 | Demi-finales (aller)        | Olympique de Marseille - Stade rennais UC | 1 - 0 | 2 - 2 3 t.a.b 2 |
| 190 | Demi-finales (retour)       | Stade rennais UC - Olympique de Marseille | 2 - 1 | 2 - 2 3 t.a.b 2 |
| 191 | Finale / Vainqueur          | Stade rennais UC - Olympique lyonnais     | 1 - 0 | -               |

#### Coupe de France 1971-1972
| N°                 | Tour                      | Match                                   | Score                                   |
| ------------------ | ------------------------- | --------------------------------------- | --------------------------------------- |
| 192                | Trente-deuxième de finale | Stade rennais UC - Stade lavallois      | 2 - 2                                   |
| 193                | Trente-deuxième de finale | Stade rennais UC - Stade lavallois      | 3 - 0                                   |
| 194                | Seizièmes de finale       | Stade rennais UC - FC Nantes            | 0 - 2                                   |
| Finale / Vainqueur | Finale / Vainqueur        | Olympique de Marseille 2 - 1 SEC Bastia | Olympique de Marseille 2 - 1 SEC Bastia |

#### Coupe de France 1972-1973
| N°                 | Tour                      | Match                              | Score                              |
| ------------------ | ------------------------- | ---------------------------------- | ---------------------------------- |
| 195                | Trente-deuxième de finale | Stade rennais FC - Red Star        | 1 - 3                              |
| Finale / Vainqueur | Finale / Vainqueur        | Olympique lyonnais 2 - 1 FC Nantes | Olympique lyonnais 2 - 1 FC Nantes |

#### Coupe de France 1973-1974
| N°                 | Tour                      | Match                            | Score                            |
| ------------------ | ------------------------- | -------------------------------- | -------------------------------- |
| 196                | Trente-deuxième de finale | Stade rennais FC - FC Nantes     | 1 - 3                            |
| Finale / Vainqueur | Finale / Vainqueur        | AS Saint-Étienne 2 - 1 AS Monaco | AS Saint-Étienne 2 - 1 AS Monaco |

#### Coupe de France 1974-1975
| N°                 | Tour                         | Match                          | Score                          | Cumul                          |
| ------------------ | ---------------------------- | ------------------------------ | ------------------------------ | ------------------------------ |
| 197                | Trente-deuxième de finale    | Stade rennais FC - Aulnoye     | 1 - 0                          | -                              |
| 198                | Seizièmes de finale (aller)  | Stade rennais FC - FC Metz     | 2 - 2                          | 7 - 2                          |
| 199                | Seizièmes de finale (retour) | FC Metz - Stade rennais FC     | 5 - 0                          | 7 - 2                          |
| Finale / Vainqueur | Finale / Vainqueur           | AS Saint-Étienne 2 - 0 RC Lens | AS Saint-Étienne 2 - 0 RC Lens | AS Saint-Étienne 2 - 0 RC Lens |

#### Coupe de France 1975-1976
| N°                 | Tour                         | Match                                           | Score                                           | Cumul                                           |
| ------------------ | ---------------------------- | ----------------------------------------------- | ----------------------------------------------- | ----------------------------------------------- |
| 200                | Tour préliminaire (6e tour)  | Stade rennais FC - AS Orléans                   | 5 - 0                                           | -                                               |
| 201                | Tour préliminaire (7e tour)  | Véloce Vannetais - Stade rennais FC             | 2 - 2 5 t.a.b 4                                 | -                                               |
| 202                | Trente-deuxième de finale    | Stade rennais FC - Juvisy                       | 6 - 0                                           | -                                               |
| 203                | Seizièmes de finale (aller)  | FC Metz - Stade rennais FC                      | 2 - 0                                           | 0 - 2                                           |
| 204                | Seizièmes de finale (retour) | Stade rennais FC - FC Metz                      | 0 - 0                                           | 0 - 2                                           |
| Finale / Vainqueur | Finale / Vainqueur           | Olympique lyonnais 0 - 2 Olympique de Marseille | Olympique lyonnais 0 - 2 Olympique de Marseille | Olympique lyonnais 0 - 2 Olympique de Marseille |

#### Coupe de France 1976-1977
| N°                 | Tour                         | Match                                 | Score                                 | Cumul                                 |
| ------------------ | ---------------------------- | ------------------------------------- | ------------------------------------- | ------------------------------------- |
| 205                | Trente-deuxième de finale    | Stade rennais FC - Limoges FC         | 3 - 2                                 | -                                     |
| 206                | Seizièmes de finale (aller)  | FC Lorient - Stade rennais FC         | 2 - 0                                 | 1 - 2                                 |
| 207                | Seizièmes de finale (retour) | Stade rennais FC - FC Lorient         | 1 - 0                                 | 1 - 2                                 |
| Finale / Vainqueur | Finale / Vainqueur           | AS Saint-Étienne 2 - 1 Stade de Reims | AS Saint-Étienne 2 - 1 Stade de Reims | AS Saint-Étienne 2 - 1 Stade de Reims |

#### Coupe de France 1977-1978
| N°                 | Tour                        | Match                                    | Score                            |
| ------------------ | --------------------------- | ---------------------------------------- | -------------------------------- |
| 208                | Tour préliminaire (6e tour) | Morlaix - Stade rennais FC               | 1 - 3                            |
| 209                | Tour préliminaire (7e tour) | Stade rennais FC - AS Brest              | 5 - 0                            |
| 210                | Trente-deuxième de finale   | Stade rennais FC - Girondins de Bordeaux | 0 - 3                            |
| Finale / Vainqueur | Finale / Vainqueur          | AS Nancy-Lorraine 1 - 0 OGC Nice         | AS Nancy-Lorraine 1 - 0 OGC Nice |

#### Coupe de France 1978-1979
| N°                 | Tour                        | Match                                | Score                        |
| ------------------ | --------------------------- | ------------------------------------ | ---------------------------- |
| 211                | Tour préliminaire (6e tour) | US Montagnarde - Stade rennais FC    | 0 - 1                        |
| 212                | Tour préliminaire (7e tour) | Saint-Pol-de-Léon - Stade rennais FC | 3 - 1                        |
| Finale / Vainqueur | Finale / Vainqueur          | FC Nantes 4 - 1ap AJ Auxerre         | FC Nantes 4 - 1ap AJ Auxerre |

### Années 1980

#### Coupe de France 1979-1980
| N°                 | Tour                         | Match                                   | Score                      | Cumul                      |
| ------------------ | ---------------------------- | --------------------------------------- | -------------------------- | -------------------------- |
| 213                | Tour préliminaire (6e tour)  | AGL Drapeau Fougères - Stade rennais FC | 0 - 5                      | -                          |
| 214                | Tour préliminaire (7e tour)  | Stade rennais FC - AS Brest             | 4 - 1                      | -                          |
| 215                | Trente-deuxième de finale    | Stade rennais FC - Stade lavallois      | 2 - 0                      | -                          |
| 216                | Seizièmes de finale (aller)  | Stade rennais FC - Le Havre AC          | 0 - 0                      | 2 - 2                      |
| 217                | Seizièmes de finale (retour) | Le Havre AC - Stade rennais FC          | 2 - 2                      | 2 - 2                      |
| 218                | Huitième de finale (aller)   | Stade rennais FC - Paris FC             | 2 - 0                      | 2 - 4                      |
| 219                | Huitième de finale (retour)  | Paris FC - Stade rennais FC             | 4 - 0                      | 2 - 4                      |
| Finale / Vainqueur | Finale / Vainqueur           | AS Monaco 3 - 1 US Orléans              | AS Monaco 3 - 1 US Orléans | AS Monaco 3 - 1 US Orléans |

#### Coupe de France 1980-1981
| N°                 | Tour                        | Match                                  | Score                             |
| ------------------ | --------------------------- | -------------------------------------- | --------------------------------- |
| 220                | Tour préliminaire (6e tour) | Plumelec - Stade rennais FC            | 0 - 1                             |
| 221                | Tour préliminaire (7e tour) | Stade rennais FC - CO Saint-Brieuc     | 5 - 0                             |
| 222                | Trente-deuxième de finale   | Paris Saint-Germain - Stade rennais FC | 2 - 0                             |
| Finale / Vainqueur | Finale / Vainqueur          | SEC Bastia 2 - 1 AS Saint-Étienne      | SEC Bastia 2 - 1 AS Saint-Étienne |

#### Coupe de France 1981-1982
| N°                 | Tour                        | Match                                                   | Score                                                   |
| ------------------ | --------------------------- | ------------------------------------------------------- | ------------------------------------------------------- |
| 223                | Tour préliminaire (6e tour) | US Saint-Malo - Stade rennais FC                        | 2 - 1                                                   |
| Finale / Vainqueur | Finale / Vainqueur          | Paris Saint-Germain FC 2 (6 t.a.b 5) 2 AS Saint-Étienne | Paris Saint-Germain FC 2 (6 t.a.b 5) 2 AS Saint-Étienne |

#### Coupe de France 1982-1983
| N°                 | Tour                        | Match                               | Score                               |
| ------------------ | --------------------------- | ----------------------------------- | ----------------------------------- |
| 224                | Tour préliminaire (6e tour) | AS Vitré - Stade rennais FC         | 1 - 7                               |
| 225                | Tour préliminaire (7e tour) | Stade rennais FC - Douarnenez       | 2 - 0                               |
| 226                | Trente-deuxième de finale   | Toulouse FC - Stade rennais FC      | 1 - 0                               |
| Finale / Vainqueur | Finale / Vainqueur          | Paris Saint-Germain 3 - 2 FC Nantes | Paris Saint-Germain 3 - 2 FC Nantes |

#### Coupe de France 1983-1984
| N°                 | Tour                         | Match                          | Score                     | Cumul                     |
| ------------------ | ---------------------------- | ------------------------------ | ------------------------- | ------------------------- |
| 227                | Trente-deuxième de finale    | Stade rennais FC - AS Libourne | 2 - 0                     | -                         |
| 228                | Seizièmes de finale (aller)  | Stade rennais FC - FC Nantes   | 0 - 2                     | 0 - 9                     |
| 229                | Seizièmes de finale (retour) | FC Nantes - Stade rennais FC   | 7 - 0                     | 0 - 9                     |
| Finale / Vainqueur | Finale / Vainqueur           | FC Metz 2 - 0ap AS Monaco      | FC Metz 2 - 0ap AS Monaco | FC Metz 2 - 0ap AS Monaco |

#### Coupe de France 1984-1985
| N°                 | Tour                         | Match                                              | Score                               | Cumul                               |
| ------------------ | ---------------------------- | -------------------------------------------------- | ----------------------------------- | ----------------------------------- |
| 230                | Tour préliminaire (7e tour)  | Stade rennais FC - Douarnenez (Ligue)              | 4 - 1                               | -                                   |
| 231                | Tour préliminaire (8e tour)  | CA Lisieux (D3) - Stade rennais FC                 | 0 - 1                               | -                                   |
| 232                | Trente-deuxième de finale    | Stade rennais FC - AEP Le Bourg-sous-la-Roche (D2) | 2 - 0                               | -                                   |
| 233                | Seizièmes de finale (aller)  | Stade rennais FC - FC Rouen (D1)                   | 0 - 0                               | 0 - 2                               |
| 234                | Seizièmes de finale (retour) | FC Rouen (D1) - Stade rennais FC                   | 2 - 0                               | 0 - 2                               |
| Finale / Vainqueur | Finale / Vainqueur           | AS Monaco 1 - 0 Paris Saint-Germain                | AS Monaco 1 - 0 Paris Saint-Germain | AS Monaco 1 - 0 Paris Saint-Germain |

#### Coupe de France 1985-1986
| N°                 | Tour                         | Match                                                | Score                                                | Cumul                                                |
| ------------------ | ---------------------------- | ---------------------------------------------------- | ---------------------------------------------------- | ---------------------------------------------------- |
| 235                | Trente-deuxième de finale    | Stade rennais FC - AF Lucé (D4)                      | 5 - 3                                                | -                                                    |
| 236                | Seizièmes de finale (aller)  | Le Havre AC (D1) - Stade rennais FC                  | 2 - 1                                                | 2 - 2                                                |
| 237                | Seizièmes de finale (retour) | Stade rennais FC - Le Havre AC (D1)                  | 1 - 0                                                | 2 - 2                                                |
| 238                | Huitième de finale (aller)   | FC Rouen (D2) - Stade rennais FC                     | 1 - 1                                                | 3 - 1                                                |
| 239                | Huitième de finale (retour)  | Stade rennais FC - FC Rouen (D2)                     | 2 - 0                                                | 3 - 1                                                |
| 240                | Quarts de finale (aller)     | AJ Auxerre (D1) - Stade rennais FC                   | 1 - 1                                                | 3 - 2                                                |
| 241                | Quarts de finale (retour)    | Stade rennais FC - AJ Auxerre (D1)                   | 2 - 1                                                | 3 - 2                                                |
| 242                | Demi-finales (aller)         | Olympique de Marseille (D1) - Stade rennais FC       | 1 - 0                                                | 1 - 2                                                |
| 243                | Demi-finales (retour)        | Stade rennais FC - Olympique de Marseille (D1)       | 1 - 1                                                | 1 - 2                                                |
| Finale / Vainqueur | Finale / Vainqueur           | Girondins de Bordeaux 2 - 1ap Olympique de Marseille | Girondins de Bordeaux 2 - 1ap Olympique de Marseille | Girondins de Bordeaux 2 - 1ap Olympique de Marseille |

#### Coupe de France 1986-1987
| N°                 | Tour                         | Match                                              | Score                                              | Cumul                                              |
| ------------------ | ---------------------------- | -------------------------------------------------- | -------------------------------------------------- | -------------------------------------------------- |
| 244                | Trente-deuxième de finale    | FC Mantes (DH) - Stade rennais FC                  | 3 - 4                                              | -                                                  |
| 245                | Seizièmes de finale (aller)  | Stade rennais FC - Stade lavallois (D1)            | 1 - 1                                              | 4 - 6                                              |
| 246                | Seizièmes de finale (retour) | Stade lavallois (D1) - Stade rennais FC            | 5 - 3                                              | 4 - 6                                              |
| Finale / Vainqueur | Finale / Vainqueur           | Girondins de Bordeaux 2 - 0 Olympique de Marseille | Girondins de Bordeaux 2 - 0 Olympique de Marseille | Girondins de Bordeaux 2 - 0 Olympique de Marseille |

#### Coupe de France 1987-1988
| N°                 | Tour                        | Match                                          | Score                                          |
| ------------------ | --------------------------- | ---------------------------------------------- | ---------------------------------------------- |
| 247                | Tour préliminaire (7e tour) | Le Mans FC (D3) - Stade rennais FC             | 1 - 2                                          |
| 248                | Tour préliminaire (8e tour) | Stade rennais FC - Baud (DH)                   | 7 - 0                                          |
| 249                | Trente-deuxième de finale   | Stade rennais FC - Quimper Kerfeunteun (D2)    | 1 - 4                                          |
| Finale / Vainqueur | Finale / Vainqueur          | FC Metz 1 (5 t.a.b 4) 1 FC Sochaux-Montbéliard | FC Metz 1 (5 t.a.b 4) 1 FC Sochaux-Montbéliard |

#### Coupe de France 1988-1989
| N°                 | Tour                         | Match                                          | Score                                  | Cumul                                  |
| ------------------ | ---------------------------- | ---------------------------------------------- | -------------------------------------- | -------------------------------------- |
| 250                | Tour préliminaire (7e tour)  | Tours FC (D3) - Stade rennais FC               | 2 - 4                                  | -                                      |
| 251                | Tour préliminaire (8e tour)  | Guingamp (D2) - Stade rennais FC               | 1 - 3                                  | -                                      |
| 252                | Trente-deuxième de finale    | Stade rennais FC - Le Touquet AC (D2)          | 4 - 0                                  | -                                      |
| 253                | Seizièmes de finale (aller)  | Matra Racing (D1) - Stade rennais FC           | 0 - 1                                  | 3 - 1                                  |
| 254                | Seizièmes de finale (retour) | Stade rennais FC - Matra Racing (D1)           | 2 - 1                                  | 3 - 1                                  |
| 255                | Huitième de finale (aller)   | Stade rennais FC - Angers SCO (D2)             | 1 - 0                                  | 4 - 1                                  |
| 256                | Huitième de finale (retour)  | Angers SCO (D2) - Stade rennais FC             | 1 - 3                                  | 4 - 1                                  |
| 257                | Quarts de finale (aller)     | Olympique de Marseille (D1) - Stade rennais UC | 5 - 1                                  | 3 - 7                                  |
| 258                | Quarts de finale (retour)    | Stade rennais UC - Olympique de Marseille (D1) | 2 - 2                                  | 3 - 7                                  |
| Finale / Vainqueur | Finale / Vainqueur           | Olympique de Marseille 4 - 3 AS Monaco         | Olympique de Marseille 4 - 3 AS Monaco | Olympique de Marseille 4 - 3 AS Monaco |

### Années 1990

#### Coupe de France 1989-1990
| N°                 | Tour                        | Match                                   | Score                                  |
| ------------------ | --------------------------- | --------------------------------------- | -------------------------------------- |
| 259                | Tour préliminaire (7e tour) | Stade rennais FC - AS Cherbourg (D3)    | 6 - 0                                  |
| 260                | Tour préliminaire (8e tour) | US Montagnarde (D3) - Stade rennais FC  | 2 - 4                                  |
| 261                | Trente-deuxième de finale   | Stade rennais FC - AS Saint-Seurin (D2) | 1 - 0                                  |
| 262                | Seizièmes de finale         | FC Metz (D1) - Stade rennais FC         | 1 - 1 4 t.a.b 2                        |
| Finale / Vainqueur | Finale / Vainqueur          | Montpellier HSC 2 - 1ap Racing Paris 1  | Montpellier HSC 2 - 1ap Racing Paris 1 |

#### Coupe de France 1990-1991
| N°                 | Tour                      | Match                                  | Score                                  |
| ------------------ | ------------------------- | -------------------------------------- | -------------------------------------- |
| 263                | Trente-deuxième de finale | FC Rouen (D2) - Stade rennais FC       | 1 - 0                                  |
| Finale / Vainqueur | Finale / Vainqueur        | AS Monaco 1 - 0 Olympique de Marseille | AS Monaco 1 - 0 Olympique de Marseille |

#### Coupe de France 1991-1992
| N°                 | Tour                      | Match                                   | Score                             |
| ------------------ | ------------------------- | --------------------------------------- | --------------------------------- |
| 264                | Trente-deuxième de finale | Stade rennais FC - FC Nantes (D1)       | 1 - 0                             |
| 265                | Seizièmes de finale       | Montpellier HSC (D1) - Stade rennais FC | 2 - 0                             |
| Finale / Vainqueur | Finale / Vainqueur        | (Non attribué - Drame de Furiani)       | (Non attribué - Drame de Furiani) |

#### Coupe de France 1992-1993
| N°                 | Tour                        | Match                                   | Score                               |
| ------------------ | --------------------------- | --------------------------------------- | ----------------------------------- |
| 266                | Tour préliminaire (7e tour) | AS Vitré (D3) - Stade rennais FC        | 0 - 2                               |
| 267                | Tour préliminaire (8e tour) | Morne-à-l'Eau (Gua.) - Stade rennais FC | 0 - 4                               |
| 268                | Trente-deuxième de finale   | AS Cherbourg (D3) - Stade rennais FC    | 0 - 1                               |
| 269                | Seizièmes de finale         | Stade rennais FC - Le Mans FC (D2)      | 2 - 1                               |
| 270                | Huitième de finale          | Stade lavallois (D2) - Stade rennais FC | 1 - 0                               |
| Finale / Vainqueur | Finale / Vainqueur          | Paris Saint-Germain 3 - 0 FC Nantes     | Paris Saint-Germain 3 - 0 FC Nantes |

#### Coupe de France 1993-1994
| N°                 | Tour                        | Match                                   | Score                            |
| ------------------ | --------------------------- | --------------------------------------- | -------------------------------- |
| 271                | Tour préliminaire (8e tour) | Stade briochin (D2) - Stade rennais FC  | 0 - 1                            |
| 272                | Trente-deuxième de finale   | Lille OSC (D1) - Stade rennais FC       | 1 - 2                            |
| 273                | Seizièmes de finale         | Stade rennais FC - Valenciennes FC (D2) | 1 - 1 3 t.a.b 4                  |
| Finale / Vainqueur | Finale / Vainqueur          | AJ Auxerre 3 - 0 Montpellier HSC        | AJ Auxerre 3 - 0 Montpellier HSC |

#### Coupe de France 1994-1995
| N°                 | Tour                      | Match                                       | Score                                   |
| ------------------ | ------------------------- | ------------------------------------------- | --------------------------------------- |
| 274                | Trente-deuxième de finale | Paris Saint-Germain (D1) - Stade rennais FC | 3 - 1                                   |
| Finale / Vainqueur | Finale / Vainqueur        | Paris Saint-Germain 1 - 0 RC Strasbourg     | Paris Saint-Germain 1 - 0 RC Strasbourg |

#### Coupe de France 1995-1996
| N°                 | Tour                      | Match                                     | Score                            |
| ------------------ | ------------------------- | ----------------------------------------- | -------------------------------- |
| 275                | Trente-deuxième de finale | Stade rennais FC - AS Nancy-Lorraine (D2) | 1 - 2                            |
| Finale / Vainqueur | Finale / Vainqueur        | AJ Auxerre 2 - 1 Nîmes Olympique          | AJ Auxerre 2 - 1 Nîmes Olympique |

#### Coupe de France 1996-1997
| N°                 | Tour                      | Match                                    | Score                                    |
| ------------------ | ------------------------- | ---------------------------------------- | ---------------------------------------- |
| 276                | Trente-deuxième de finale | Stade de Reims (N3) - Stade rennais FC   | 2 - 3                                    |
| 277                | Seizièmes de finale       | Stade rennais FC - Troyes ATAC (D2)      | 0 - 1                                    |
| Finale / Vainqueur | Finale / Vainqueur        | OGC Nice 1 - 1ap (4 t.a.b 3) EA Guingamp | OGC Nice 1 - 1ap (4 t.a.b 3) EA Guingamp |

#### Coupe de France 1997-1998
| N°                 | Tour                      | Match                                  | Score                             |
| ------------------ | ------------------------- | -------------------------------------- | --------------------------------- |
| 278                | Trente-deuxième de finale | Stade rennais FC - LB Châteauroux (D1) | 1 - 0                             |
| 279                | Seizièmes de finale       | FC Istres (N) - Stade rennais FC       | 1 - 0                             |
| Finale / Vainqueur | Finale / Vainqueur        | Paris Saint-Germain 2 - 1 RC Lens      | Paris Saint-Germain 2 - 1 RC Lens |

#### Coupe de France 1998-1999
| N°                 | Tour                      | Match                                | Score                             |
| ------------------ | ------------------------- | ------------------------------------ | --------------------------------- |
| 280                | Trente-deuxième de finale | Stade rennais FC - Coulaines (CFA 2) | 4 - 0                             |
| 281                | Seizièmes de finale       | Le Mans FC (D2) - Stade rennais FC   | 2 - 0                             |
| Finale / Vainqueur | Finale / Vainqueur        | FC Nantes 1 - 0 CS Sedan-Ardennes    | FC Nantes 1 - 0 CS Sedan-Ardennes |

### Années 2000

#### Coupe de France 1999-2000
| N°                 | Tour                      | Match                                          | Score                       |
| ------------------ | ------------------------- | ---------------------------------------------- | --------------------------- |
| 282                | Trente-deuxième de finale | Stade rennais FC - LB Châteauroux (D2)         | 2 - 0                       |
| 283                | Seizièmes de finale       | Vendée Les Herbiers (CFA 2) - Stade rennais FC | 0 - 4                       |
| 284                | Huitième de finale        | Stade rennais FC - FC Lorient (D2)             | 3 - 2                       |
| 285                | Quarts de finale          | FC Nantes (D1) - Stade rennais FC              | 2 - 1                       |
| Finale / Vainqueur | Finale / Vainqueur        | FC Nantes 2 - 1 Calais RUFC                    | FC Nantes 2 - 1 Calais RUFC |

#### Coupe de France 2000-2001
| N°                 | Tour                      | Match                                   | Score                                   |
| ------------------ | ------------------------- | --------------------------------------- | --------------------------------------- |
| 286                | Trente-deuxième de finale | Stade rennais FC - EA Guingamp (D1)     | 2 - 1                                   |
| 287                | Seizièmes de finale       | Amiens SC (N) - Stade rennais FC        | 3 - 1                                   |
| Finale / Vainqueur | Finale / Vainqueur        | RC Strasbourg 0 (5 t.a.b 4) 0 Amiens SC | RC Strasbourg 0 (5 t.a.b 4) 0 Amiens SC |

#### Coupe de France 2001-2002
| N°                 | Tour                      | Match                              | Score                      |
| ------------------ | ------------------------- | ---------------------------------- | -------------------------- |
| 288                | Trente-deuxième de finale | Balma SC (CFA) - Stade rennais FC  | 0 - 1                      |
| 289                | Seizièmes de finale       | Stade rennais FC - FC Lorient (D1) | 1 - 2                      |
| Finale / Vainqueur | Finale / Vainqueur        | FC Lorient 1 - 0 SC Bastia         | FC Lorient 1 - 0 SC Bastia |

#### Coupe de France 2002-2003
| N°                 | Tour                      | Match                                       | Score                                |
| ------------------ | ------------------------- | ------------------------------------------- | ------------------------------------ |
| 290                | Trente-deuxième de finale | FC Sète (N) - Stade rennais FC              | 1 - 4                                |
| 291                | Seizièmes de finale       | Stade rennais FC - AC Ajaccio (L1)          | 3 - 0                                |
| 292                | Huitième de finale        | Libourne St-Seurin (CFA) - Stade rennais FC | 0 - 3                                |
| 293                | Quarts de finale          | SC Schiltigheim (CFA 2) - Stade rennais FC  | 1 - 2                                |
| 294                | Demi-finales              | AJ Auxerre (L1) - Stade rennais FC          | 2 - 1                                |
| Finale / Vainqueur | Finale / Vainqueur        | AJ Auxerre 2 - 1 Paris Saint-Germain        | AJ Auxerre 2 - 1 Paris Saint-Germain |

#### Coupe de France 2003-2004
| N°                 | Tour                      | Match                                    | Score                                    |
| ------------------ | ------------------------- | ---------------------------------------- | ---------------------------------------- |
| 295                | Trente-deuxième de finale | Angers SCO (L2) - Stade rennais FC       | 0 - 0 4 t.a.b 5                          |
| 296                | Seizièmes de finale       | Croix de Savoie (CFA) - Stade rennais FC | 0 - 2                                    |
| 297                | Huitième de finale        | Toulouse FC (L1) - Stade rennais FC      | 1 - 1 6 t.a.b 7                          |
| 298                | Quarts de finale          | FC Nantes (L1) - Stade rennais FC        | 3 - 2                                    |
| Finale / Vainqueur | Finale / Vainqueur        | Paris Saint-Germain 1 - 0 LB Châteauroux | Paris Saint-Germain 1 - 0 LB Châteauroux |

#### Coupe de France 2004-2005
| N°                 | Tour                      | Match                                     | Score                              |
| ------------------ | ------------------------- | ----------------------------------------- | ---------------------------------- |
| 299                | Trente-deuxième de finale | Stade rennais FC - Stade brestois 29 (L2) | 1 - 0                              |
| 300                | Seizièmes de finale       | Stade rennais FC - SM Caen (L1)           | 2 - 0                              |
| 301                | Huitième de finale        | Stade rennais FC - AS Monaco (L1)         | 0 - 1                              |
| Finale / Vainqueur | Finale / Vainqueur        | AJ Auxerre 2 - 1 CS Sedan-Ardennes        | AJ Auxerre 2 - 1 CS Sedan-Ardennes |

#### Coupe de France 2005-2006
| N°                 | Tour                      | Match                                            | Score                                            |
| ------------------ | ------------------------- | ------------------------------------------------ | ------------------------------------------------ |
| 302                | Trente-deuxième de finale | US Corte (CFA 2) - Stade rennais FC              | 2 - 3                                            |
| 303                | Seizièmes de finale       | Stade rennais FC - RC Lens (L1)                  | 1 - 0                                            |
| 304                | Huitième de finale        | SR Colmar (CFA 2) - Stade rennais FC             | 1 - 4                                            |
| 305                | Quarts de finale          | Stade rennais FC - Montpellier HSC (L2)          | 5 - 3                                            |
| 306                | Demi-finales              | Olympique de Marseille (L1) - Stade rennais FC   | 3 - 0                                            |
| Finale / Vainqueur | Finale / Vainqueur        | Paris Saint-Germain 2 - 1 Olympique de Marseille | Paris Saint-Germain 2 - 1 Olympique de Marseille |

#### Coupe de France 2006-2007
| N°                 | Tour                      | Match                                                         | Score                                                         |
| ------------------ | ------------------------- | ------------------------------------------------------------- | ------------------------------------------------------------- |
| 307                | Trente-deuxième de finale | Stade rennais FC - SO Romorantin (N)                          | 1 - 3                                                         |
| Finale / Vainqueur | Finale / Vainqueur        | FC Sochaux-Montbéliard 2 (5 t.a.b 4) 2 Olympique de Marseille | FC Sochaux-Montbéliard 2 (5 t.a.b 4) 2 Olympique de Marseille |

#### Coupe de France 2007-2008
| N°                 | Tour                      | Match                                        | Score                                        |
| ------------------ | ------------------------- | -------------------------------------------- | -------------------------------------------- |
| 308                | Trente-deuxième de finale | FC Martigues (N) - Stade rennais FC          | 0 - 3                                        |
| 309                | Seizièmes de finale       | FC Lorient (L1) - Stade rennais FC           | 0 - 0 3 t.a.b 1                              |
| Finale / Vainqueur | Finale / Vainqueur        | Olympique lyonnais 1 - 0 Paris Saint-Germain | Olympique lyonnais 1 - 0 Paris Saint-Germain |

#### Coupe de France 2008-2009
| N°  | Tour                      | Match                                          | Score |
| --- | ------------------------- | ---------------------------------------------- | ----- |
| 310 | Trente-deuxième de finale | FC Sochaux-Montbéliard (L1) - Stade rennais FC | 0 - 1 |
| 311 | Seizièmes de finale       | Stade rennais FC - AS Saint-Étienne (L1)       | 2 - 0 |
| 312 | Huitième de finale        | Stade rennais FC - FC Lorient (L1)             | 3 - 0 |
| 313 | Quarts de finale          | Stade rennais FC - Rodez AF (N)                | 2 - 0 |
| 314 | Demi-finales              | Grenoble Foot 38 (L1) - Stade rennais FC       | 0 - 1 |
| 315 | Finale / Vainqueur        | EA Guingamp (L2) - Stade rennais FC            | 2 - 1 |

### Années 2010
Coupe de France 2009-2010
| N°                 | Tour                      | Match                                       | Score                                 |
| ------------------ | ------------------------- | ------------------------------------------- | ------------------------------------- |
| 316                | Trente-deuxième de finale | Stade rennais FC - SM Caen (L2)             | 2 - 0                                 |
| 317                | Seizièmes de finale       | Olympique Saumur (CFA 2) - Stade rennais FC | 0 - 4                                 |
| 318                | Huitième de finale        | US Quevilly (CFA) - Stade rennais FC        | 1 - 0                                 |
| Finale / Vainqueur | Finale / Vainqueur        | AS Monaco 0 - 1ap Paris Saint-Germain       | AS Monaco 0 - 1ap Paris Saint-Germain |

#### Coupe de France 2010-2011
| N°                 | Tour                      | Match                                          | Score                                          |
| ------------------ | ------------------------- | ---------------------------------------------- | ---------------------------------------------- |
| 319                | Trente-deuxième de finale | Stade rennais FC - AS Cannes (N)               | 7 - 0                                          |
| 320                | Seizièmes de finale       | FC Vaulx-en-Velin (DH) - Stade rennais FC      | 0 - 2                                          |
| 321                | Huitième de finale        | Stade rennais FC - Stade de Reims (L2)         | 3 - 4ap                                        |
| Finale / Vainqueur | Finale / Vainqueur        | Paris Saint-Germain 0 - 1 LOSC Lille Métropole | Paris Saint-Germain 0 - 1 LOSC Lille Métropole |

#### Coupe de France 2011-2012
| N°                 | Tour                      | Match                                     | Score                                |
| ------------------ | ------------------------- | ----------------------------------------- | ------------------------------------ |
| 322                | Trente-deuxième de finale | Stade rennais FC - AS Nancy-Lorraine (L1) | 3 - 0                                |
| 323                | Seizièmes de finale       | OGC Nice (L1) - Stade rennais FC          | 0 - 0 4 t.a.b 5                      |
| 324                | Huitième de finale        | Stade rennais FC - Evian TG (L1)          | 3 - 2                                |
| 325                | Quarts de finale          | Valenciennes FC (L1) - Stade rennais FC   | 1 - 3                                |
| 326                | Demi-finales              | US Quevilly (N) - Stade rennais FC        | 2 - 1                                |
| Finale / Vainqueur | Finale / Vainqueur        | Olympique lyonnais 1 - 0 US Quevilly      | Olympique lyonnais 1 - 0 US Quevilly |

#### Coupe de France 2012-2013
| N°                 | Tour                      | Match                                             | Score                                             |
| ------------------ | ------------------------- | ------------------------------------------------- | ------------------------------------------------- |
| 327                | Trente-deuxième de finale | RC Lens (L2) - Stade rennais FC                   | 2 - 1                                             |
| Finale / Vainqueur | Finale / Vainqueur        | Girondins de Bordeaux 3 - 2 Évian Thonon Gaillard | Girondins de Bordeaux 3 - 2 Évian Thonon Gaillard |

#### Coupe de France 2013-2014
| N°  | Tour                      | Match                                      | Score           |
| --- | ------------------------- | ------------------------------------------ | --------------- |
| 328 | Trente-deuxième de finale | Stade rennais FC - Valenciennes FC (L1)    | 1 - 1 8 t.a.b 7 |
| 329 | Seizièmes de finale       | US Boulogne-sur-Mer (N) - Stade rennais FC | 0 - 2           |
| 330 | Huitième de finale        | AJ Auxerre (L2) - Stade rennais FC         | 0 - 1           |
| 331 | Quarts de finale          | Stade rennais FC - LOSC Lille (L1)         | 2 - 0           |
| 332 | Demi-finales              | Stade rennais FC - Angers SCO (L2)         | 3 - 2           |
| 333 | Finale / Vainqueur        | Stade rennais FC - EA Guingamp (L1)        | 0 - 2           |

#### Coupe de France 2014-2015
| N°                 | Tour                      | Match                                  | Score                                |
| ------------------ | ------------------------- | -------------------------------------- | ------------------------------------ |
| 334                | Trente-deuxième de finale | USL Dunkerque (N) - Stade rennais FC   | 1 - 2                                |
| 335                | Seizièmes de finale       | Stade rennais FC - Stade de Reims (L1) | 1 - 1 5 t.a.b 4                      |
| 336                | Huitième de finale        | AS Monaco (L1) - Stade rennais FC      | 3 - 1                                |
| Finale / Vainqueur | Finale / Vainqueur        | AJ Auxerre 0 - 1 Paris Saint-Germain   | AJ Auxerre 0 - 1 Paris Saint-Germain |

#### Coupe de France 2015-2016
| N°                 | Tour                      | Match                                            | Score                                            |
| ------------------ | ------------------------- | ------------------------------------------------ | ------------------------------------------------ |
| 337                | Trente-deuxième de finale | OGC Nice (L1) - Stade rennais FC                 | 2 - 2 6 t.a.b 7                                  |
| 338                | Seizièmes de finale       | Stade rennais FC - Bourg-en-Bresse 01 (L2)       | 1 - 3                                            |
| Finale / Vainqueur | Finale / Vainqueur        | Olympique de Marseille 2 - 4 Paris Saint-Germain | Olympique de Marseille 2 - 4 Paris Saint-Germain |

#### Coupe de France 2016-2017
| N°                 | Tour                      | Match                                       | Score                                |
| ------------------ | ------------------------- | ------------------------------------------- | ------------------------------------ |
| 339                | Trente-deuxième de finale | JA Biarritz (DH) - Stade rennais FC         | 0 - 6                                |
| 340                | Seizièmes de finale       | Stade rennais FC - Paris Saint-Germain (L1) | 0 - 4                                |
| Finale / Vainqueur | Finale / Vainqueur        | Angers SCO 0 - 1 Paris Saint-Germain        | Angers SCO 0 - 1 Paris Saint-Germain |

#### Coupe de France 2017-2018

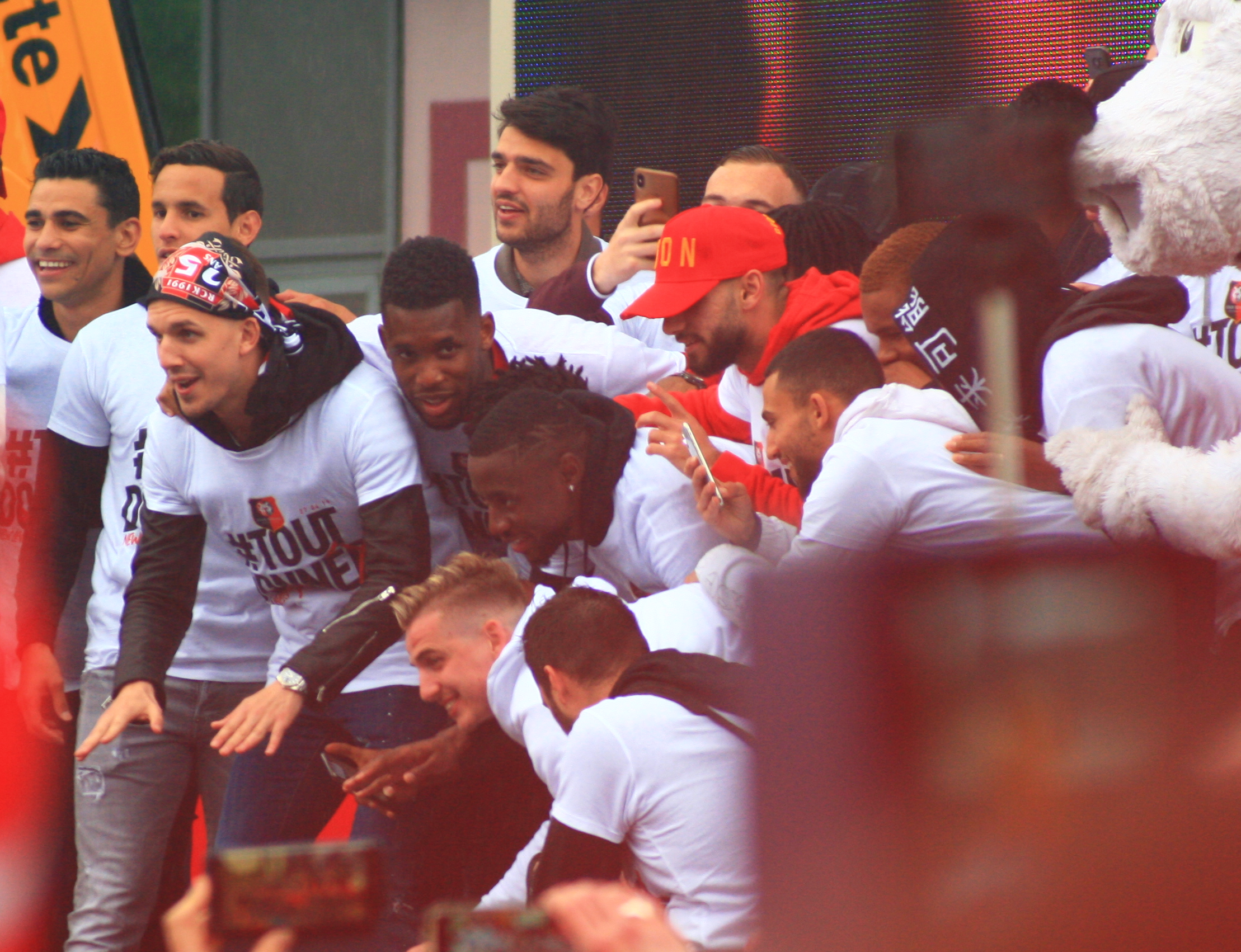
Les joueurs rennais fêtant leur 3e Coupe de France

| N°                 | Tour                      | Match                                       | Score                                     |
| ------------------ | ------------------------- | ------------------------------------------- | ----------------------------------------- |
| 341                | Trente-deuxième de finale | Stade rennais FC - Paris Saint-Germain (L1) | 1 - 6                                     |
| Finale / Vainqueur | Finale / Vainqueur        | Les Herbiers VF 0 - 2 Paris Saint-Germain   | Les Herbiers VF 0 - 2 Paris Saint-Germain |

#### Coupe de France 2018-2019
| N°  | Tour                      | Match                                       | Score           |
| --- | ------------------------- | ------------------------------------------- | --------------- |
| 342 | Trente-deuxième de finale | Stade rennais FC - Stade brestois 29 (L2)   | 2 - 2 5 t.a.b 4 |
| 343 | Seizièmes de finale       | St-Pryvé St-Hilaire (N2) - Stade rennais FC | 0 - 2           |
| 344 | Huitième de finale        | Stade rennais FC - LOSC Lille (L1)          | 2 - 1           |
| 345 | Quarts de finale          | Stade rennais FC - US Orléans (L2)          | 2 - 0           |
| 346 | Demi-finales              | Olympique lyonnais (L1) - Stade rennais FC  | 2 - 3           |
| 347 | Finale / Vainqueur        | Stade rennais FC - Paris Saint-Germain (L1) | 2 - 2 6 t.a.b 5 |

### Années 2020

#### Coupe de France 2019-2020
| N°                 | Tour                      | Match                                       | Score                                      |
| ------------------ | ------------------------- | ------------------------------------------- | ------------------------------------------ |
| 348                | Trente-deuxième de finale | Stade rennais FC - Amiens SC (L1)           | 0 - 0 5 t.a.b 4                            |
| 349                | Seizièmes de finale       | Athlético Marseille (N3) - Stade rennais FC | 0 - 2                                      |
| 350                | Huitième de finale        | Angers SCO (L1) - Stade rennais FC          | 4 - 5ap                                    |
| 351                | Quarts de finale          | ASM Belfort (N2) - Stade rennais FC         | 0 - 3                                      |
| 352                | Demi-finales              | AS Saint-Étienne (L1) - Stade rennais FC    | 2 - 1                                      |
| Finale / Vainqueur | Finale / Vainqueur        | Paris Saint-Germain 1 - 0 AS Saint-Étienne  | Paris Saint-Germain 1 - 0 AS Saint-Étienne |

#### Coupe de France 2020-2021
| N°                 | Tour                      | Match                               | Score                               |
| ------------------ | ------------------------- | ----------------------------------- | ----------------------------------- |
| 353                | Trente-deuxième de finale | Angers SCO (L1) - Stade rennais FC  | 2 - 1                               |
| Finale / Vainqueur | Finale / Vainqueur        | AS Monaco 0 - 2 Paris Saint-Germain | AS Monaco 0 - 2 Paris Saint-Germain |

#### Coupe de France 2021-2022
| N°                 | Tour                      | Match                                     | Score                    |
| ------------------ | ------------------------- | ----------------------------------------- | ------------------------ |
| 354                | Trente-deuxième de finale | Stade rennais FC - FC Lorient (L1)        | 1 - 0                    |
| 355                | Seizièmes de finale       | AS Nancy-Lorraine (L2) - Stade rennais FC | 1 - 1 4 t.a.b 3          |
| Finale / Vainqueur | Finale / Vainqueur        | OGC Nice 0 - 1 FC Nantes                  | OGC Nice 0 - 1 FC Nantes |

#### Coupe de France 2022-2023
| N°                 | Tour                      | Match                                          | Score                       |
| ------------------ | ------------------------- | ---------------------------------------------- | --------------------------- |
| 356                | Trente-deuxième de finale | Girondins de Bordeaux (L2) - Stade rennais FC  | 1 - 2                       |
| 357                | Seizièmes de finale       | Olympique de Marseille (L1) - Stade rennais FC | 1 - 0                       |
| Finale / Vainqueur | Finale / Vainqueur        | FC Nantes 1 - 5 Toulouse FC                    | FC Nantes 1 - 5 Toulouse FC |

#### Coupe de France 2023-2024
| N°                 | Tour                      | Match                                           | Score                                        |
| ------------------ | ------------------------- | ----------------------------------------------- | -------------------------------------------- |
| 358                | Trente-deuxième de finale | EA Guingamp (L2) - Stade rennais FC             | 0 - 2                                        |
| 359                | Seizièmes de finale       | Stade rennais FC - Olympique de Marseille (L1)  | 1 - 1 9 t.a.b 8                              |
| 360                | Huitième de finale        | FC Sochaux-Montbéliard (N) - Stade rennais FC   | 1 - 6                                        |
| 361                | Quarts de finale          | Le Puy Foot 43 Auvergne (N2) - Stade rennais FC | 1 - 3                                        |
| 362                | Demi-finales              | Paris Saint-Germain (L1) - Stade rennais FC     | 1 - 0                                        |
| Finale / Vainqueur | Finale / Vainqueur        | Olympique lyonnais 1 - 2 Paris Saint-Germain    | Olympique lyonnais 1 - 2 Paris Saint-Germain |

#### Coupe de France 2024-2025
| N°                 | Tour                      | Match                                         | Score |
| ------------------ | ------------------------- | --------------------------------------------- | ----- |
| 363                | Trente-deuxième de finale | Girondins de Bordeaux (N2) - Stade rennais FC | 1 - 4 |
| 364                | Seizièmes de finale       | ESTAC Troyes (L2) - Stade rennais FC          | 1 - 0 |
| Finale / Vainqueur |                           |                                               |       |

## Statistiques
Les joueurs évoluant actuellement au Stade rennais FC sont inscrits en caractères gras.
Les matchs sont pris en compte à partir de 1932 - 1933 et les saisons entre 1939 - 1940 à 1944 - 1945 ne sont pas prises en compte
Mise à jour après Troyes - Rennes le 15 janvier 2025

### Joueurs ayant le plus joué
| Rang | Joueur               | Année au club           | Matchs |
| ---- | -------------------- | ----------------------- | ------ |
| 1    | Louis Cardiet        | 1962-1973               | 39     |
| 2    | René Cédolin         | 1962-1973               | 38     |
| 3    | Pierrick Hiard       | 1973-1978 1983-1991     | 32     |
| 4    | Yves Boutet          | 1955 - 1967             | 30     |
| 5    | Romain Danzé         | 2006-2019               | 28     |
| 6    | André Ascencio       | 1957-1967               | 26     |
| 6    | Alain Cosnard        | 1968-1975               | 26     |
| 8    | François Denis       | 1987 - 1997             | 25     |
| 9    | Jean Grumellon       | 1947 - 1952 1954 - 1956 | 23     |
| 9    | Giovanni Pellegrini  | 1959 - 1967             | 23     |
| 9    | Pierre Garcia        | 1963 - 1973             | 23     |
| 9    | Laurent Delamontagne | 1986 - 1992             | 23     |

### Meilleurs buteurs
| Rang | Joueur                | Année au club           | Matchs |
| ---- | --------------------- | ----------------------- | ------ |
| 1    | Daniel Rodighiero     | 1964-1970               | 26     |
| 2    | Jean Grumellon        | 1947 - 1952 1954 - 1956 | 18     |
| 3    | Laurent Delamontagne  | 1986-1992               | 14     |
| 4    | Giovanni Pellegrini   | 1959-1967               | 13     |
| 4    | Erik van den Boogaard | 1988-1990               | 13     |
| 6    | José Caeiro           | 1953 - 1957             | 11     |
| 6    | Serge Lenoir          | 1968-1972               | 11     |
| 8    | Patrick Delamontagne  | 1975-1978 1988-1991     | 10     |
| 9    | Henri Combot          | 1941 - 1943 1945 - 1949 | 8      |
| 9    | Robert Rico           | 1966-1971               | 8      |
| 9    | Hervé Guermeur        | 1967-1977               | 8      |
| 9    | Jimmy Briand          | 2003-2010               | 8      |

### Équipe types vainqueur
| Lamia Cardiet Cédolin Boutet Lavaud Ascencio Loncle Pellegrini Dubaële Rodighiero Prigent Sedan 2-2 Rennes Coupe de France 1964-1965 | Lamia Cardiet Brucato Boutet Lavaud Ascencio Loncle Pellegrini Dubaële Rodighiero Prigent Sedan 1-3 Rennes Coupe de France 1964-1965           |
| Aubour Cardiet Chlosta Cédolin Cosnard Garcia Naumović Rico Keruzoré Guy Betta Lyon 0-1 Rennes Coupe de France 1970-1971             | Koubek Traoré Da Silva Mexer Bensebaïni André Grenier Sarr Ben Arfa Bourigeaud Niang Paris SG 2-2 (5 t.a.b 6) Rennes Coupe de France 2018-2019 |
| --- | --- |

### Adversaires
| Club                          | Match                | Match                | Match                | Match                | Match                | Match                | Match                |
| Club                          | M                    | V                    | N                    | D                    | BP                   | BC                   | DIFF                 |
| Auvergne-Rhône-Alpes          | Auvergne-Rhône-Alpes | Auvergne-Rhône-Alpes | Auvergne-Rhône-Alpes | Auvergne-Rhône-Alpes | Auvergne-Rhône-Alpes | Auvergne-Rhône-Alpes | Auvergne-Rhône-Alpes |
| ----------------------------- | -------------------- | -------------------- | -------------------- | -------------------- | -------------------- | -------------------- | -------------------- |
| Bourg-en-Bresse 01            | 1                    | 0                    | 0                    | 1                    | 1                    | 3                    | -2                   |
| Thonon Évian Grand Genève FC  | 2                    | 2                    | 0                    | 0                    | 5                    | 2                    | +3                   |
| Grenoble Foot 38              | 4                    | 1                    | 2                    | 1                    | 2                    | 3                    | -1                   |
| FC Lyon                       | 2                    | 1                    | 0                    | 1                    | 2                    | 2                    | 0                    |
| Olympique lyonnais            | 5                    | 4                    | 1                    | 0                    | 11                   | 7                    | +4                   |
| SO Pont-de-Chéruy             | 1                    | 1                    | 0                    | 0                    | 9                    | 1                    | +8                   |
| Le Puy Foot 43 Auvergne       | 1                    | 1                    | 0                    | 0                    | 3                    | 1                    | +2                   |
| AS Saint-Étienne              | 6                    | 2                    | 1                    | 3                    | 8                    | 6                    | +2                   |
| FC Vaulx-en-Velin             | 1                    | 1                    | 0                    | 0                    | 2                    | 0                    | +2                   |
| Bourgogne-Franche-Comté       |                      |                      |                      |                      |                      |                      |                      |
| AJ Auxerre                    | 4                    | 2                    | 1                    | 1                    | 5                    | 4                    | +1                   |
| ASM Belfort                   | 1                    | 1                    | 0                    | 0                    | 3                    | 0                    | +3                   |
| US Belfort                    | 1                    | 1                    | 0                    | 0                    | 3                    | 1                    | +2                   |
| Racing Besançon               | 4                    | 0                    | 2                    | 2                    | 2                    | 5                    | -3                   |
| FC Sochaux-Montbéliard        | 6                    | 2                    | 1                    | 3                    | 14                   | 9                    | +5                   |
| Bretagne                      |                      |                      |                      |                      |                      |                      |                      |
| Baud                          | 1                    | 1                    | 0                    | 0                    | 7                    | 0                    | +7                   |
| AS Brest                      | 7                    | 7                    | 0                    | 0                    | 36                   | 6                    | +30                  |
| Stade brestois 29             | 6                    | 4                    | 1                    | 1                    | 17                   | 10                   | +7                   |
| Stade briochin                | 5                    | 4                    | 0                    | 1                    | 13                   | 3                    | +10                  |
| Cadets de Bretagne            | 1                    | 1                    | 0                    | 0                    | 3                    | 1                    | +2                   |
| Stade Dinannais               | 2                    | 2                    | 0                    | 0                    | 10                   | 1                    | +9                   |
| Étoile Dinardaise             | 1                    | 1                    | 0                    | 0                    | 3                    | 2                    | +1                   |
| Dinan Léhon FC                | 1                    | 1                    | 0                    | 0                    | 9                    | 0                    | +9                   |
| Douarnenez                    | 2                    | 2                    | 0                    | 0                    | 6                    | 1                    | +5                   |
| AGL Drapeau Fougères Football | 2                    | 2                    | 0                    | 0                    | 8                    | 1                    | +7                   |
| EA Guingamp                   | 5                    | 3                    | 0                    | 2                    | 8                    | 6                    | +2                   |
| Lamballe FC                   | 1                    | 1                    | 0                    | 0                    | 3                    | 1                    | +2                   |
| Stade léonard                 | 1                    | 1                    | 0                    | 0                    | 7                    | 1                    | +6                   |
| Stade Lesnevien               | 2                    | 2                    | 0                    | 0                    | 8                    | 1                    | +7                   |
| FC Lorient                    | 8                    | 5                    | 1                    | 2                    | 12                   | 7                    | +5                   |
| US Montagnarde                | 2                    | 2                    | 0                    | 0                    | 5                    | 2                    | +3                   |
| Morlaix                       | 3                    | 3                    | 0                    | 0                    | 10                   | 1                    | +9                   |
| Plumelec                      | 1                    | 1                    | 0                    | 0                    | 1                    | 0                    | +1                   |
| Quimper KFC                   | 3                    | 2                    | 0                    | 1                    | 11                   | 8                    | +3                   |
| AS Cheminots Rennais          | 1                    | 1                    | 0                    | 0                    | 8                    | 0                    | +8                   |
| TA Rennes                     | 1                    | 1                    | 0                    | 0                    | 6                    | 0                    | +6                   |
| US Saint-Malo                 | 5                    | 4                    | 0                    | 1                    | 17                   | 8                    | +9                   |
| Saint-Pol-de-Léon             | 1                    | 0                    | 0                    | 1                    | 1                    | 3                    | -2                   |
| Stade Vannetais               | 1                    | 1                    | 0                    | 0                    | 10                   | 1                    | +9                   |
| Vannes OC                     | 2                    | 1                    | 1                    | 0                    | 5                    | 4                    | +1                   |
| AS Vitré                      | 2                    | 2                    | 0                    | 0                    | 9                    | 1                    | +8                   |
| Centre-Val de Loire           |                      |                      |                      |                      |                      |                      |                      |
| LB Châteauroux                | 2                    | 2                    | 0                    | 0                    | 3                    | 0                    | +3                   |
| Amicale de Lucé               | 1                    | 1                    | 0                    | 0                    | 5                    | 3                    | +2                   |
| USM Montargis                 | 1                    | 0                    | 0                    | 1                    | 0                    | 1                    | -1                   |
| Arago Orléans                 | 1                    | 1                    | 0                    | 0                    | 5                    | 0                    | +5                   |
| US Orléans                    | 1                    | 1                    | 0                    | 0                    | 2                    | 0                    | +2                   |
| SO Romorantin                 | 1                    | 0                    | 0                    | 1                    | 1                    | 3                    | -2                   |
| St-Pryvé St-Hilaire FC        | 1                    | 1                    | 0                    | 0                    | 2                    | 0                    | +2                   |
| Tours FC                      | 1                    | 1                    | 0                    | 0                    | 4                    | 2                    | +2                   |
| Corse                         |                      |                      |                      |                      |                      |                      |                      |
| AC Ajaccio                    | 2                    | 1                    | 0                    | 1                    | 5                    | 3                    | +2                   |
| USC Corte                     | 1                    | 1                    | 0                    | 0                    | 3                    | 2                    | +1                   |
| Grand Est                     |                      |                      |                      |                      |                      |                      |                      |
| SR Colmar                     | 1                    | 1                    | 0                    | 0                    | 4                    | 1                    | +3                   |
| FC Metz                       | 6                    | 1                    | 3                    | 2                    | 5                    | 14                   | -9                   |
| FC Mulhouse                   | 1                    | 1                    | 0                    | 0                    | 4                    | 3                    | +1                   |
| AS Nancy-Lorraine             | 3                    | 1                    | 1                    | 1                    | 5                    | 3                    | +2                   |
| ÉF Nancy-Lorraine             | 1                    | 0                    | 0                    | 1                    | 0                    | 7                    | -7                   |
| FC Nancy                      | 2                    | 0                    | 0                    | 2                    | 1                    | 3                    | -2                   |
| Stade de Reims                | 6                    | 1                    | 3                    | 2                    | 11                   | 12                   | -1                   |
| SC Schiltigheim               | 1                    | 1                    | 0                    | 0                    | 2                    | 1                    | +1                   |
| CS Sedan Ardennes             | 2                    | 1                    | 1                    | 0                    | 5                    | 3                    | +2                   |
| RC Strasbourg Alsace          | 1                    | 1                    | 0                    | 0                    | 2                    | 1                    | +1                   |
| AS Troyes Sainte-Savine       | 2                    | 1                    | 0                    | 0                    | 3                    | 2                    | +1                   |
| ESTAC Troyes                  | 2                    | 0                    | 0                    | 2                    | 0                    | 2                    | -2                   |
| Hauts-de-France               |                      |                      |                      |                      |                      |                      |                      |
| Amiens SC                     | 2                    | 0                    | 1                    | 1                    | 1                    | 3                    | -2                   |
| AC Amiens                     | 1                    | 0                    | 0                    | 1                    | 3                    | 7                    | -4                   |
| Aulnoye                       | 1                    | 1                    | 0                    | 0                    | 1                    | 0                    | +1                   |
| US Boulogne                   | 1                    | 1                    | 0                    | 0                    | 2                    | 0                    | +2                   |
| Calais RUFC                   | 3                    | 2                    | 1                    | 0                    | 6                    | 1                    | +5                   |
| USL Dunkerque                 | 2                    | 2                    | 0                    | 0                    | 6                    | 2                    | +4                   |
| Excelsior AC                  | 2                    | 1                    | 0                    | 1                    | 4                    | 4                    | 0                    |
| SC Fives                      | 1                    | 1                    | 0                    | 0                    | 3                    | 0                    | +3                   |
| AS Hautmont                   | 1                    | 1                    | 0                    | 0                    | 2                    | 1                    | +1                   |
| Le Touquet AC                 | 1                    | 1                    | 0                    | 0                    | 4                    | 0                    | +4                   |
| RC Lens                       | 4                    | 2                    | 0                    | 2                    | 8                    | 8                    | 0                    |
| LOSC Lille                    | 5                    | 3                    | 1                    | 1                    | 6                    | 3                    | +3                   |
| Olympique lillois             | 2                    | 1                    | 1                    | 0                    | 3                    | 2                    | +1                   |
| RC Roubaix                    | 1                    | 1                    | 0                    | 0                    | 2                    | 1                    | +1                   |
| CO Roubaix-Tourcoing          | 5                    | 2                    | 2                    | 1                    | 9                    | 6                    | +3                   |
| Olympique Saint-Quentin       | 1                    | 1                    | 0                    | 0                    | 10                   | 0                    | +10                  |
| Valenciennes FC               | 3                    | 1                    | 2                    | 0                    | 5                    | 3                    | +2                   |
| Île-de-France                 |                      |                      |                      |                      |                      |                      |                      |
| USA Clichy                    | 1                    | 1                    | 0                    | 0                    | 3                    | 0                    | +3                   |
| RC Fontainebleau              | 1                    | 1                    | 0                    | 0                    | 2                    | 0                    | +2                   |
| Club français                 | 1                    | 1                    | 0                    | 0                    | 4                    | 2                    | +2                   |
| Stade Français                | 3                    | 1                    | 1                    | 1                    | 3                    | 3                    | 0                    |
| Juvisy                        | 2                    | 2                    | 0                    | 0                    | 13                   | 1                    | +12                  |
| FC Mantois 78                 | 3                    | 2                    | 1                    | 0                    | 6                    | 4                    | +2                   |
| CA Montreuil                  | 2                    | 2                    | 0                    | 0                    | 5                    | 0                    | +5                   |
| CASG Paris                    | 1                    | 0                    | 0                    | 1                    | 3                    | 4                    | -1                   |
| Paris FC                      | 2                    | 1                    | 0                    | 1                    | 2                    | 4                    | -2                   |
| Paris Saint-Germain           | 6                    | 0                    | 1                    | 5                    | 4                    | 18                   | -14                  |
| Olympique de Paris            | 1                    | 1                    | 0                    | 0                    | 3                    | 0                    | +3                   |
| Pathé Paris                   | 1                    | 1                    | 0                    | 0                    | 3                    | 1                    | +2                   |
| RC Paris                      | 4                    | 2                    | 0                    | 2                    | 4                    | 5                    | -1                   |
| Stade de l’Est Paris          | 1                    | 1                    | 0                    | 0                    | 4                    | 2                    | +2                   |
| UA du XVIe de Paris           | 2                    | 2                    | 0                    | 0                    | 7                    | 4                    | +3                   |
| Red Star FC                   | 5                    | 1                    | 0                    | 4                    | 6                    | 13                   | -7                   |
| VGA Saint-Maur                | 1                    | 1                    | 0                    | 0                    | 2                    | 1                    | +1                   |
| JA Saint-Ouen                 | 1                    | 1                    | 0                    | 0                    | 3                    | 2                    | +1                   |
| US du Vésinet                 | 1                    | 0                    | 0                    | 1                    | 1                    | 2                    | -1                   |
| Vincennes                     | 1                    | 1                    | 0                    | 0                    | 5                    | 0                    | +5                   |
| CA Vitry                      | 2                    | 1                    | 0                    | 1                    | 3                    | 4                    | -1                   |
| Normandie                     |                      |                      |                      |                      |                      |                      |                      |
| SM Caen                       | 3                    | 3                    | 0                    | 0                    | 9                    | 0                    | +9                   |
| AS Cherbourg                  | 5                    | 5                    | 0                    | 0                    | 14                   | 3                    | +11                  |
| CA Lisieux                    | 1                    | 1                    | 0                    | 0                    | 1                    | 0                    | +1                   |
| Le Havre AC                   | 7                    | 3                    | 2                    | 2                    | 11                   | 8                    | +3                   |
| Stade Havrais                 | 1                    | 0                    | 0                    | 1                    | 1                    | 2                    | -1                   |
| US Quevilly-Rouen Métropole   | 4                    | 2                    | 0                    | 2                    | 7                    | 5                    | +2                   |
| FC Rouen 1899                 | 9                    | 3                    | 3                    | 3                    | 10                   | 9                    | +1                   |
| Nouvelle-Aquitaine            |                      |                      |                      |                      |                      |                      |                      |
| Angoulême Charente FC         | 1                    | 1                    | 0                    | 0                    | 6                    | 1                    | +5                   |
| SC Bastidienne                | 1                    | 1                    | 0                    | 0                    | 4                    | 2                    | +2                   |
| JA Biarritz                   | 1                    | 1                    | 0                    | 0                    | 6                    | 0                    | +6                   |
| Bordeaux AC                   | 1                    | 1                    | 0                    | 0                    | 2                    | 1                    | +1                   |
| Bordeaux EC                   | 1                    | 0                    | 0                    | 1                    | 1                    | 3                    | -2                   |
| FC Bordeaux                   | 1                    | 1                    | 0                    | 0                    | 4                    | 3                    | +1                   |
| Girondins de Bordeaux         | 5                    | 2                    | 1                    | 2                    | 10                   | 11                   | -1                   |
| CG Bouscat                    | 1                    | 1                    | 0                    | 0                    | 3                    | 2                    | +1                   |
| FC Libourne                   | 2                    | 2                    | 0                    | 0                    | 5                    | 0                    | +5                   |
| Limoges FC                    | 3                    | 3                    | 0                    | 0                    | 10                   | 3                    | +7                   |
| Chamois niortais FC           | 1                    | 1                    | 0                    | 0                    | 5                    | 0                    | +5                   |
| AS Saint-Seurin               | 2                    | 2                    | 0                    | 0                    | 8                    | 2                    | +6                   |
| Occitanie                     |                      |                      |                      |                      |                      |                      |                      |
| Balma SC                      | 1                    | 1                    | 0                    | 0                    | 1                    | 0                    | +1                   |
| Luchon                        | 1                    | 1                    | 0                    | 0                    | 11                   | 1                    | +10                  |
| Montpellier HSC               | 4                    | 2                    | 0                    | 2                    | 7                    | 10                   | -3                   |
| Nîmes Olympique               | 1                    | 1                    | 0                    | 0                    | 4                    | 2                    | +2                   |
| Rodez AF                      | 1                    | 1                    | 0                    | 0                    | 2                    | 0                    | +2                   |
| FC Sète 34                    | 4                    | 2                    | 0                    | 2                    | 6                    | 7                    | -1                   |
| Toulouse FC                   | 2                    | 0                    | 1                    | 1                    | 1                    | 2                    | -1                   |
| Pays de la Loire              |                      |                      |                      |                      |                      |                      |                      |
| Angers SCO                    | 8                    | 6                    | 1                    | 1                    | 21                   | 13                   | +8                   |
| CS Jean-Bouin Angers          | 1                    | 1                    | 0                    | 0                    | 8                    | 0                    | +8                   |
| SO Cholet                     | 1                    | 0                    | 0                    | 1                    | 0                    | 2                    | -2                   |
| Coulaines                     | 1                    | 1                    | 0                    | 0                    | 4                    | 0                    | +4                   |
| La Baule                      | 1                    | 1                    | 0                    | 0                    | 8                    | 1                    | +7                   |
| La Roche                      | 1                    | 1                    | 0                    | 0                    | 2                    | 0                    | +2                   |
| Stade lavallois               | 7                    | 3                    | 2                    | 2                    | 12                   | 9                    | +3                   |
| Vendée Les Herbiers           | 1                    | 1                    | 0                    | 0                    | 4                    | 0                    | +4                   |
| Le Mans FC                    | 3                    | 2                    | 0                    | 1                    | 4                    | 4                    | 0                    |
| US Le Mans                    | 3                    | 1                    | 0                    | 2                    | 3                    | 5                    | -2                   |
| FC Nantes                     | 8                    | 2                    | 0                    | 6                    | 8                    | 20                   | -12                  |
| Stade Nantais                 | 1                    | 1                    | 0                    | 0                    | 3                    | 0                    | +3                   |
| Olympique Saumur FC           | 1                    | 1                    | 0                    | 0                    | 4                    | 0                    | +4                   |
| Provence-Alpes-Côte d'Azur    |                      |                      |                      |                      |                      |                      |                      |
| FC Antibes                    | 3                    | 2                    | 0                    | 1                    | 8                    | 7                    | -1                   |
| AC Avignonnais                | 1                    | 1                    | 0                    | 0                    | 3                    | 1                    | +2                   |
| AS Cannes                     | 2                    | 2                    | 0                    | 0                    | 9                    | 0                    | +9                   |
| SC Draguignan                 | 1                    | 0                    | 0                    | 1                    | 0                    | 1                    | -1                   |
| Istres FC                     | 1                    | 0                    | 0                    | 1                    | 0                    | 1                    | -1                   |
| Athlético Marseille           | 1                    | 1                    | 0                    | 0                    | 2                    | 0                    | +2                   |
| Olympique de Marseille        | 13                   | 1                    | 4                    | 8                    | 11                   | 28                   | -17                  |
| FC Martigues                  | 1                    | 1                    | 0                    | 0                    | 3                    | 0                    | +3                   |
| AS Monaco                     | 5                    | 3                    | 0                    | 2                    | 9                    | 5                    | +4                   |
| OGC Nice                      | 4                    | 1                    | 2                    | 1                    | 8                    | 10                   | -2                   |
| Algérie                       |                      |                      |                      |                      |                      |                      |                      |
| GS Alger                      | 2                    | 1                    | 1                    | 0                    | 2                    | 1                    | +1                   |
| RU Alger                      | 1                    | 1                    | 0                    | 0                    | 8                    | 0                    | +8                   |
| SC Bel Abbès                  | 1                    | 1                    | 0                    | 0                    | 1                    | 0                    | +1                   |
| Mostaganem                    | 1                    | 1                    | 0                    | 0                    | 3                    | 0                    | +3                   |
| Guadeloupe                    |                      |                      |                      |                      |                      |                      |                      |
| L'Étoile de Morne-à-l'Eau     | 1                    | 1                    | 0                    | 0                    | 4                    | 0                    | +4                   |
| Total                         | 364                  | 217                  | 46                   | 101                  | 840                  | 477                  | +363                 |

### Localisations des clubs

#### En Guadeloupe
| Légende                                                                                            |
| Tour préliminaire 1/32 de finale 1/16 de finale 1/8 de finale Quarts de finale Demi-finales Finale |

### Ensemble des matchs
Les tirs au but ne sont pas pris en compte.
| Tour                    | Match joué | Victoire | Nul | Défaite | But Pour | But Contre | Diff. |
| ----------------------- | ---------- | -------- | --- | ------- | -------- | ---------- | ----- |
| Tour(s) préliminaire(s) | 51         | 46       | 1   | 4       | 197      | 50         | +147  |
| 1/32 de finale          | 106        | 73       | 10  | 23      | 278      | 121        | +157  |
| 1/16 de finale          | 92         | 43       | 18  | 31      | 149      | 134        | +15   |
| 1/8 de finale           | 53         | 27       | 7   | 19      | 112      | 78         | +34   |
| 1/4 de finale           | 33         | 19       | 5   | 9       | 65       | 51         | +14   |
| Demi-finale             | 21         | 7        | 3   | 11      | 30       | 29         | +1    |
| Finale                  | 8          | 2        | 2   | 4       | 9        | 14         | -5    |
| Total                   | 364        | 217      | 46  | 101     | 840      | 477        | +363  |

## Hiérarchie des divisions
| Niveau         | Nom de la division |
| Niveau 1       | Ligue 1 (L1) depuis 2002-2003 Division 1 (D1) de 1933-1934 - 2001-02 National en 1932-1933                                                                                    |
| Niveau 2       | Ligue 2 (L2) depuis 2002-2003 Division 2 (D2) de 1933-1934 à 2001-2002 |
| Niveau 3       | National (N) depuis 1997-1998 National 1 (Nat. 1) de 1992-1993 à 1996-1997 Division 3 (D3) de 1969-1970 à 1992-1993                                                           |
| Niveau 4       | National 2 (N2) depuis 2017-2018 Championnat de France amateur (CFA) de 1997-1998 à 2016-2017 National 2 (Nat. 2) de 1992-1993 à 1996-1997                                    |
| Niveau 5       | National 3 (N3) depuis 2017-2018 Championnat de France amateur 2 (CFA 2) de 1997-1998 à 2016-2017 National 3 (Nat. 3) de 1992-1993 à 1996-1997                                |
| Niveau 6, 7, 8 | Régional 1 (R1), Régional 2 (R2), Régional 3 (R3) |
| Niveau 9-16    | Après le dernier niveau de Ligue se trouvent les niveaux des Districts départementaux (« Départemental 1, 2, 3... ») qui vont jusqu'aux niveaux 15 ou 16 selon les Districts. |